# Giljak-Klasse
Die Giljak-Klasse (russisch: Гиляк) war eine Klasse von Kanonenbooten der Kaiserlich Russischen Marine, die vier Boote umfasste. Die ab 1905 gebauten Boote waren für den Einsatz im Fernen Osten vorgesehen, wurden jedoch schließlich in der Ostsee eingesetzt. Die Boote erhielten ihre Namen nach Schiffen, die im Russisch-Japanischen Krieg verloren gegangen waren. Zwei der Boote wurden während des Ersten Weltkrieges versenkt, die beiden anderen fielen 1918 in finnische bzw. estnische Hand.

## Hintergrund

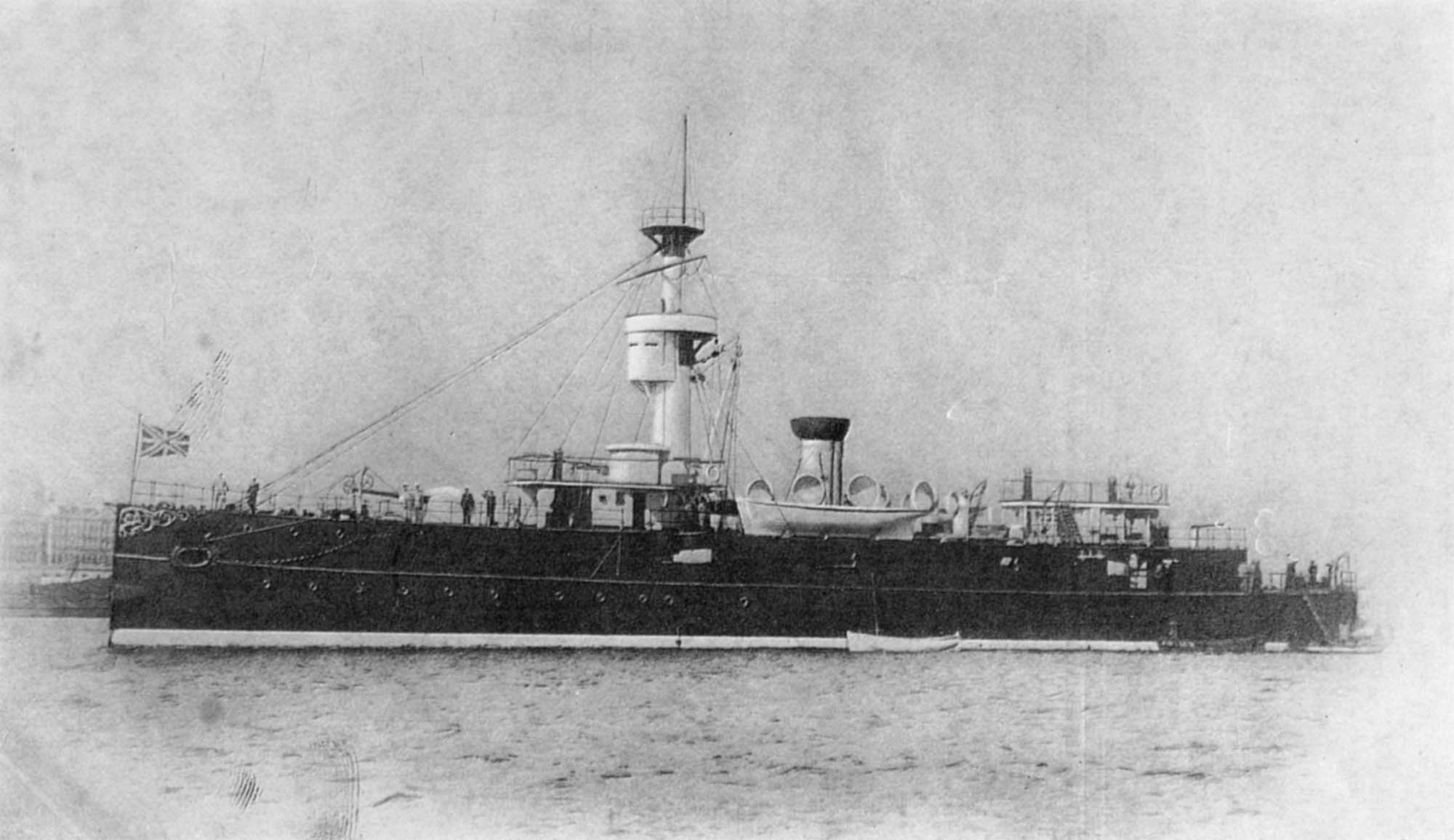
Kanonenboot Giljak, 1896

Während sich die Aktivitäten der russischen Flotte bis zur Mitte des 19. Jahrhunderts im Wesentlichen auf die Ostsee und das Schwarze Meer beschränkten, rückten zu diesem Zeitpunkt auch andere Meere in den Blickpunkt der russischen Marineführung. Ab den 1870er-Jahren versuchte die Kaiserlich Russische Marine, eine ständige Flottenpräsenz im Mittelmeer aufzubauen. Bereits 1731 war die Ochotskische Kriegsflottille aufgestellt worden, deren Stützpunkt 1850 von Ochotsk zunächst nach Petropawlowsk und 1871 nach Wladiwostok verlegt wurde. Durch ein zielgerichtetes Flottenrüstungsprogramm wurde ein Pazifikgeschwader aufgebaut, das der Durchsetzung russischer Interessen im Fernen Osten dienen sollte. Im Rahmen des „Great Game“ gerieten gegen Ende des Jahrhunderts auch die Seegebiete im Persischen Golf in den Blickpunkt russischer Interessen.
Zum Schutz der ausgedehnten Küsten wurden vorrangig kleinere Schiffe, wie Kreuzer, Minenleger und Kanonenboote eingesetzt. Im Stationsdienst und zur Durchführung diplomatischer Missionen eingesetzt, gaben sie der Kanonenbootpolitik ihren Namen. Dabei ergab sich gerade beim Einsatz im Fernen Osten das Problem, wie die ausgedehnten Mündungsgebiete großer Flüsse von Flottenkräften verteidigt bzw. überwacht werden konnten. Der Befehlshaber des Pazifikgeschwaders, Konteradmiral Pawel Petrowitsch Tyrtow (Павел Петрович Тыртов), formulierte in einer Meldung vom 25. Mai 1892 die Anforderungen an ein derartiges Boot. Hauptaufgabe sollte nicht der Kampf gegen gegnerische Schiffe, sondern die Bekämpfung von Befestigungsanlagen und feindlichen Truppen sowie die Unterstützung eigener Kräfte an Land sein. Der Tiefgang sollte nicht über 2,7 m liegen, die Höchstgeschwindigkeit nicht unter 12 Knoten, die Verdrängung bei ungefähr 750 t. Panzerung und Bewaffnung sollten sich nach dem hauptsächlichen Einsatzzweck, dem Kampf gegen Landstreitkräfte, richten. Tyrtow forderte vier 12,0-cm-Kanonen, vier 4,7-cm- oder 3,7-cm-Kanonen und eine Landungskanone mit dem Kaliber 6,5 cm. Die Panzerung sah er als unwesentlich an. Auf ein Rigg wurde von vornherein verzichtet, stattdessen war ein Stahlmast mit einem Mars vorgesehen, von dem aus Fluss und Ufer beobachtet werden konnten. Mit der Giljak stellte die russische Marine 1898 ein Boot in Dienst, dessen Auslegung im Wesentlichen den Vorstellungen Tyrtows folgte, und setzte es im Fernen Osten ein. Die Giljak blieb jedoch vorerst ein Einzelstück. Im Flottenrüstungsprogramm 1898 war ein weiteres Boot geplant, das jedoch nicht gebaut wurde.

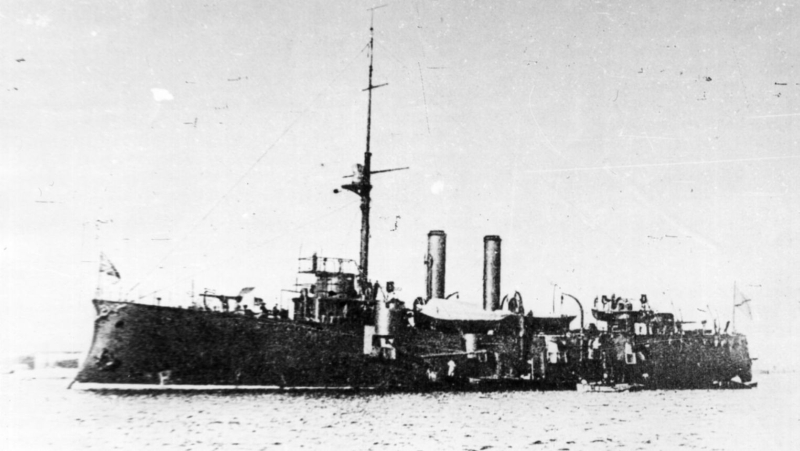
Kanonenboot Chiwinez, 1906

Im Jahr 1904 wurde die Chiwinez auf Kiel gelegt. Den außenpolitischen Ambitionen der russischen Führung folgend, war sie für einen Einsatz im Mittelmeer und im Persischen Golf vorgesehen. Sie war so ausgelegt, dass sie den Schatt al-Arab und den Unterlauf der Flüsse Euphrat und Tigris befahren konnte. Nach der Niederlage Russlands im Russisch-Japanischen Krieg hatte sich jedoch das internationale Kräfteverhältnis verschoben, zudem wurde deutlich, dass sich zwischen Anspruch und Möglichkeiten russischer Politik eine Schere auftat. Die Chiwinez kam deshalb nie in den Persischen Golf, wohl aber zum Stationsdienst in das Mittelmeer vor Kreta. Auch dieses Boot blieb ein Einzelstück.
Weder Zahl noch Eigenschaften der gebauten Boote waren für den Einsatz in den Flussgebieten des Fernen Ostens ausreichend. Abgesehen von der Anzahl hatte die Giljak einen zu großen Tiefgang. Außerdem gab ihre Mastkonstruktion ständig zu Befürchtungen bezüglich ihrer Stabilität Anlass. Daher wurde von russischen Militärs zu Beginn des 20. Jahrhunderts das Problem der Küstenverteidigung in den Mündungsgebieten der Flüsse wieder aufgegriffen. Als besonders wichtig wurden der Amur und der Ussuri angesehen. Schwerpunkt war dabei weniger der Kampf gegen reguläre Feindkräfte als vielmehr die Bekämpfung von Banden und ähnlichen Gruppierungen. Der Befehlshaber der Amur-Militärbezirkes, General der Infanterie Nikolai Grodekow, forderte in seiner Jahresmeldung 1900: 

«для наведения порядка и обеспечения безопасности на реках Амур и Уссури приобрести специальные пароходы для полицейской службы»

„zur Aufrechterhaltung der Ordnung und Gewährleistung der Sicherheit auf den Flüssen Amur und Ussuri die Bereitstellung spezieller Dampfschiffe für Polizeiaufgaben“

Der russische Zar Nikolaus II. vermerkte handschriftlich auf der Vorlage „Что предполагается сделать? Пора заводить несколько канонерок.“ (deutsch: „Was soll man tun? Es ist an der Zeit, ihm einige Kanonenboote zu schicken.“) und gab damit der Ministerialbürokratie den Anstoß, sich mit dem Problem auseinanderzusetzen. Beim Hauptstab der Landstreitkräfte wurde eine Kommission gebildet, die sich mit der Organisation einer Flottille von Kanonenbooten auf dem Amur beschäftigte. Dies schloss Fragen der Festlegung der taktisch-technischen Eigenschaften der Boote, der Stationierung, der Organisationsstruktur und der Beschaffung der notwendigen Finanzen ein. Mitglieder waren unter anderem Vertreter aus dem Verkehrs- und dem Finanzministerium sowie dem Ministerium für staatliche Kontrolle. Vom Marineministerium wurde der Kapitän 1. Ranges M. P. Molas (М. П. Молас) zur Kommission abgestellt.

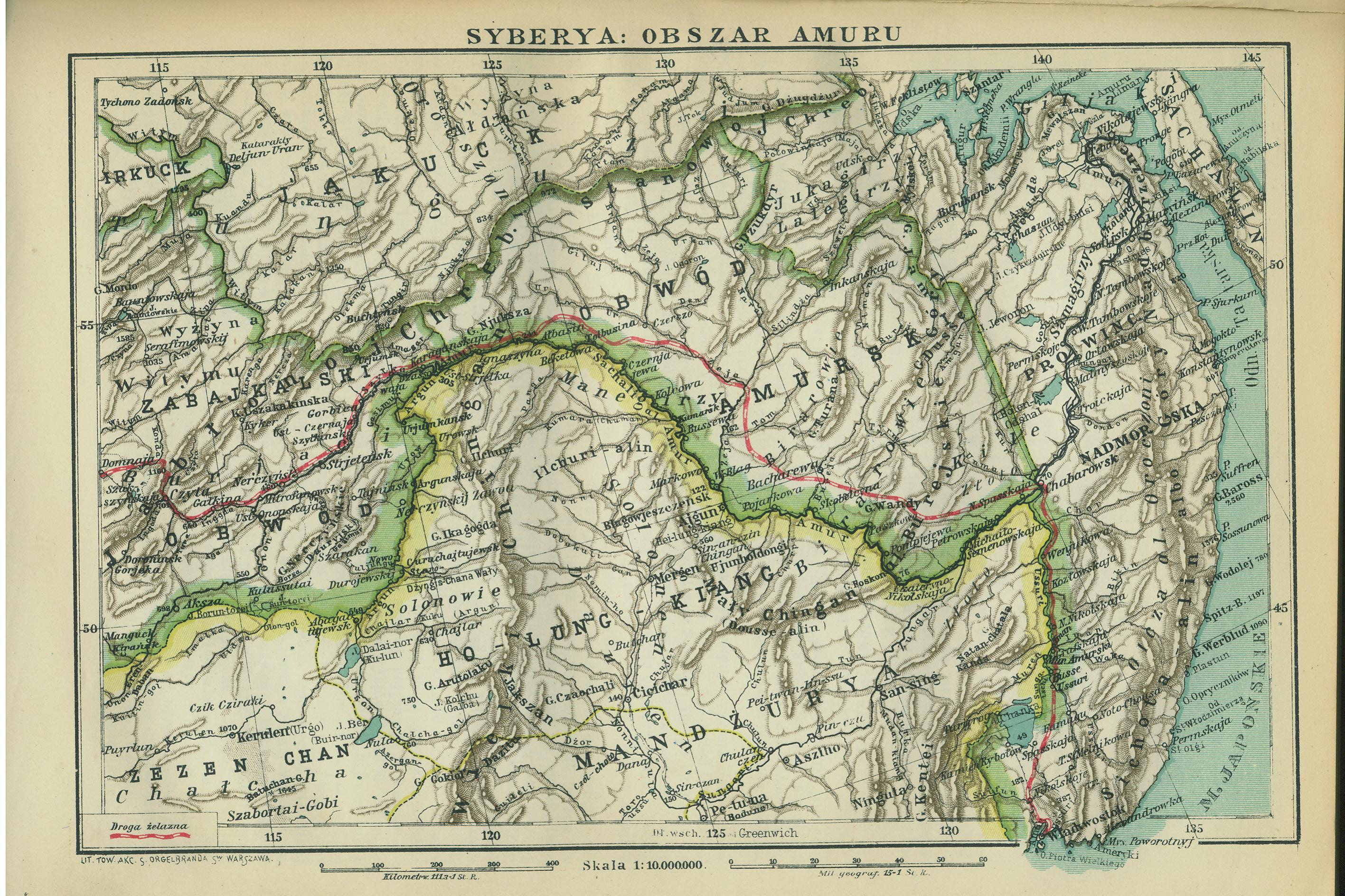
Flusslauf des Amur, 1903

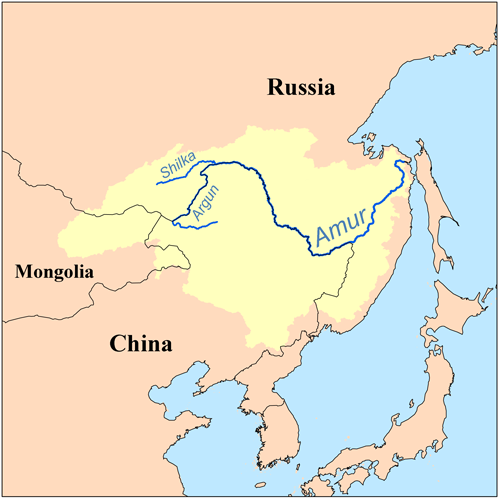
Flusslauf des Amur, heutige Grenzen

Im November 1902 fragte die Kommission beim Generaladjutanten Je. I. Alexejew (Е. И. Алексеев), dem zukünftigen Statthalter im Fernen Osten, die notwendigen Anforderungen für die Verteidigung des Amur an. Schon ein halbes Jahr später empfahl Alexejew den Einsatz von Kanonenbooten. Diese sollten einen geringen Tiefgang sowie eine große Wendigkeit aufweisen. Damit wiederholte Alexejew lediglich die Forderungen Tyrtows, die dieser bereits elf Jahre zuvor wesentlich präziser aufgestellt hatte. Alexejew empfahl Boote nach dem Muster der Giljak, nur mit leistungsstärkeren Maschinen und Schnellfeuerkanonen geringeren Kalibers. Im Mai 1903 wurde Nikolaus II. die Jahresmeldung Grodekows vorgelegt, in der dieser die Frage der Amur-Flottille erneut ansprach. Nikolaus II. wies einen Bericht zum Sachstand an und übertrug anschließend alle Fragen der Organisation der Amur-Flottille dem Marineministerium. Im Juli 1903 fragte das Marineministerium bei Alexejew Vorgaben für die Konstruktion der Boote an. Bereits im November sah sich Alexejew zu einer Antwort in der Lage. In ihr wurde das Flusssystem des Amur bezüglich des Tiefgangs der Schiffe, die auf ihm verkehren konnten, in vier Abschnitte eingeteilt:
- von der Mündung bis nach Chabarowsk, Tiefgang 12 Fuß (3,66 m)
- von Chabarowsk bis nach Blagoweschtschensk, Tiefgang bis 2,5 Fuß (0,76 m)
- der Flusslauf des Sungari (Сунгари), Tiefgang bis 2,5 Fuß (0,76 m)
- von Blagoweschtschensk bis zum Ende des schiffbaren Bereiches und der Flusslauf des Argun (Аргунь), Tiefgang bis 2,0 Fuß (0,61 m)

Für den Einsatz im ersten Abschnitt bis Chabarowsk wurden Boote vom Typ Giljak vorgesehen. Der Tiefgang sollte auf 8 Fuß (2,44 m) beschränkt werden. Im Bedarfsfall sollten diese Boote auch auf chinesischen Flüssen zum Einsatz kommen können. Für die Verteidigung der übrigen Abschnitte schlug Alexejew Flusskanonenboote mit einem Tiefgang von 0,61 m, einer Geschwindigkeit von 10 bis 12 Knoten und einer aus einer 7,5-cm-Kanone, einer 5,7-cm-Kanone sowie vier Maschinengewehren bestehenden Bewaffnung vor. Diese Vorschläge Alexejews bildeten die Grundlage für den Entwurf der Flusskanonenboote der Amur-Flottille. Das Marinetechnische Komitee des Marineministeriums erhielt am 11. Januar 1904 den Auftrag für die Projektierung der Boote. Im Flottenrüstungsprogramm wurde zusätzlich der Bau von vier Kanonenbooten des Typs Giljak und zehn Flusskanonenbooten aufgenommen.
Die Hydrographische Verwaltung untersuchte jedoch nochmals die Tauchtiefen am Unterlauf des Amur und der chinesischen Flüsse Yalu, Pin-Jang, Liao He und Hai He. Die Untersuchung ergab, dass Boote mit einem Tiefgang von 2,13 m bis 2,43 m freizügig auf diesen Flüssen eingesetzt werden konnten. Lediglich am Unterlauf des Hai He gab es Bereiche mit Einschränkungen, da das Wasser bei ungünstigen Windverhältnissen dort nur 1,8 m tief war. Damit wurde deutlich, dass der Einsatz der Giljak, die einen Tiefgang von 2,58 m besaß, ohne Änderungen am Projekt nicht möglich war.
Da das Marinetechnische Komitee zu diesem Zeitpunkt schon über gewisse Erfahrungen bei der Projektierung von seegehenden Kanonenbooten mit geringem Tiefgang verfügte, nahmen die Konstruktionsarbeiten nicht übermäßig viel Zeit in Anspruch. Am 21. September 1904 wurde auf der Sitzung des Komitees das Projekt eines „Kanonenbootes mit geringem Tiefgang für den Einsatz auf den Amur und einer Wasserverdrängung von 858 t“ bestätigt.

## Konstruktion
Insgesamt stellte der Entwurf nur eine Überarbeitung des Projektes der Chiwinez dar. Im Wesentlichen wurde eine Reduzierung von Abmessungen und Gewichten vorgenommen, neue Elemente wurden nicht eingeführt. In seinen entscheidenden Parametern erfüllte der Entwurf nun die Anforderungen Tyrtows, die dieser bereits 1892 aufgestellt hatte.
Die Forderung Alexejews nach leistungsstarken Maschinen wurde wegen der vorgegebenen Begrenzung des Tiefgangs nicht umgesetzt. Damit wiederholten die Konstrukteure jedoch einen entscheidenden Fehler, der schon bei der Giljak aufgetreten war: Der Wind hatte einen entscheidenden Einfluss auf die Steuerbarkeit der Boote. Während der Seeerprobungen im Herbst 1907 wurde weiterhin deutlich, dass das Boot bei Seegang stark rollte und vom Steuerkurs abdriftete. Damit war der Typ auf hoher See praktisch nicht einsetzbar. Um Abdrift und Rollen zu beseitigen, wurde später der Anbau eines zusätzlichen Kiels gefordert und realisiert. Diese Erhöhung der Stabilität ging jedoch zu Lasten des geforderten geringen Tiefgangs.

### Rumpf
Der Entwurf lehnte sich im äußeren Erscheinungsbild, der Form des Rumpfes und der Lage der Aufbauten eng an den Entwurf der Chiwinez an. Auch die Aufstellung der Artillerie und die Unterbringung der Schiffsmaschinenanlagen wurden analog zur Chiwinez gelöst. In der Form erinnerten diese Boote eher an kleine Kreuzer als an die bislang bei der russischen Marine eingeführten Kanonenboote. Der Entwurf war geringfügig kürzer und schmaler, die Verdrängung deutlich kleiner, um den geforderten Tiefgang zu erreichen.
| Parameter                             | Forderung Tyrtows (1892) | Giljak | Chiwinez | Projekt 858-t-Boot |
| ------------------------------------- | ------------------------ | ------ | -------- | ------------------ |
| Verdrängung, t                        | 750                      | 963    | 1316     | 858                |
| Länge in der Wasserlinie, m           | –                        | 63,09  | 69,80    | 63,80              |
| Breite in der Wasserlinie, m          | –                        | 11,15  | 11,28    | 10,99              |
| Breite über alles, m                  | –                        | 11,28  | 11,28    | 10,99              |
| Freibord, m                           | –                        | 5,58   | 6,10     | 4,88               |
| Tiefgang bei normaler Verdrängung, m  | –                        | 2,59   | 3,28     | 2,13               |
| Tiefgang bei maximaler Verdrängung, m | 2,70                     | 2,78   | 3,448    | 2,21               |
| Verdrängung je 1 cm Tiefgang, t       | –                        | 5,16   | 5,43     | 5,24               |
| Fläche Hauptspant, m                  | –                        | 25,9   | 31,3     | 20,5               |
| Fläche Wasserlinie, m                 | –                        | 505,8  | 538,5    | 536,6              |

Wie schon bei den Vorgängern, wurde bei den Booten ein sehr flacher Boden vorgesehen. Dieser war notwendig, um bei vorgegebenem Tiefgang eine möglichst große Verdrängung zu erreichen. Außerdem war er gegen Beschädigungen bei Grundberührungen besser geschützt und machte die Boote außerdem zu einer stabilen Waffenplattform. Allerdings war er auch eine Ursache für die mangelhafte Kursstabilität der Boote.
Der Rumpf wurde mit quadratischen Stahlblechen von 914 mm Kantenlänge mit einer Stärke von 7,5 bis 8,7 mm beplankt. Die Rumpfkonstruktion bestand aus einem Verbund aus Querspanten und Stringern, die Spanten wurden dabei aus einer Profilkonstruktion hergestellt. Durch dreizehn Querschotte wurde das Boot in wasserdichte Abteilungen unterteilt. Der Doppelboden verlief nicht über die ganze Länge des Bootes und erstreckte sich in der Breite bis zum zweiten Stringer. Das Deck Bestand aus 4,4 mm starkem Stahlblech, das Deck der Back aus Blech mit einer Stärke von 2,5 mm. Das Deck wurde mit Linoleum belegt, das Oberdeck und das Backdeck mit 50 mm starken Teakholz. Unter den Geschützständen war die Holzauflage 100 mm stark. Auf dem Deck wurde eine Back errichtet, deren Wände sich als Falschbord bis in den hinteren Teil des Schiffes erstreckten.
Der Gefechtsstand bestand aus Panzerstahl mit einer Stärke von 20 mm, Fußboden und Decke aus schwachmagnetischem Stahl mit einer Stärke von 12 mm. Die Panzerung anderer Teile der Boote war im Projekt nicht vorgesehen, insofern ist die gelegentlich in der Literatur anzutreffende Bezeichnung als „Panzerkanonenboot“ oder „gepanzertes Kanonenboot“ falsch. Der Mast mit einem Durchmesser von 1,22 m am Mastfuß wurde nach dem Vorbild der Chiwinez konstruiert. Die Konstruktion, die zu Stabilitätsproblemen führte, wurde jedoch noch während des Baus der Chiwinez geändert und durch einen leichten Signalmast ohne Mars ersetzt und die Maschinengewehre auf der Brücke aufgestellt. Für die neuen Boote wurde der Mast jedoch nach der ursprünglichen, problematischen Konstruktion gebaut.

### Maschinenanlage
Die Kesselanlage der Boote bestand aus jeweils vier Belleville-Wasserrohrkesseln. Die Kessel wurden paarweise in zwei getrennten Abteilungen aufgestellt, dabei besaß jedes Paar einen eigenen Schornstein. Der Kesseldruck lag bei 15,9 atm, die Rostfläche betrug 8,8 m². Das Gewicht der gesamten Kesselanlage lag bei 56 t, dazu kamen noch 10 t Kesselspeisewasser.
Angetrieben wurden die Boote durch jeweils zwei stehende Dreizylinder-Dreifachverbunddampfmaschinen mit einem nominalen Dampfdruck von 13,6 atm. Die Drehzahl der Schraubenwellen lag bei Nominalleistung bei 230/min. Der Hub der Kolben betrug 380 mm, der Zylinderdurchmesser 300, 450 und 680 mm. Die Dauerleistung (sechs Stunden) wurde mit mindestens 800 PSi veranschlagt, dabei war eine Konstruktionsgeschwindigkeit von mindestens 12 Knoten zu erreichen. Angetrieben wurden die Boote von jeweils zwei Schiffsschrauben aus Bronze mit einem Durchmesser von 1,82 mm, dabei drehte die linke Schraube entgegen dem Uhrzeigersinn, die rechte Schraube im Uhrzeigersinn.
Das Gesamtgewicht der Antriebsmaschinen betrug einschließlich des Gewichtes der Kesselanlage und der Hilfsmaschinen, der Schraubenwellen, der Ersatzteile und des Zubehörs 188 t. Damit ergab sich je PS Leistung ein Gewicht von 147,5 kg. Der maximale Kohlevorrat lag bei 100 t, normalerweise wurden jedoch nur 60 t geladen,
| Parameter                                                                  | Forderung Tyrtows (1892) | Giljak                        | Chiwinez                      | Projekt 858-t-Boot            |
| -------------------------------------------------------------------------- | ------------------------ | ----------------------------- | ----------------------------- | ----------------------------- |
| Antriebsmaschine                                                           | –                        | Dreifach-Verbunddampfmaschine | Dreifach-Verbunddampfmaschine | Dreifach-Verbunddampfmaschine |
| Anzahl Kessel                                                              | –                        | 6                             | 8                             | 4                             |
| Gesamtleistung, PSi                                                        | –                        | 1000                          | 1400                          | 800                           |
| Höchstgeschwindigkeit, kn                                                  | 12                       | 12                            | 13                            | 12                            |
| ökonomische Geschwindigkeit, kn                                            | –                        | 9                             | 10                            | 10                            |
| Kohlevorrat, normal, t                                                     | –                        | 70                            | 100                           | 60                            |
| Kohlevorrat, maximal, t                                                    |                          | 168                           | 185                           | 100                           |
| Fahrbereich bei ökonomischer Geschwindigkeit und normalem Kohlevorrat, NM  | –                        | 969                           | 1100                          | 1100                          |
| Fahrbereich bei ökonomischer Geschwindigkeit und maximalem Kohlevorrat, NM | –                        | 2325                          | 2000                          | 1800                          |

Für die Elektroenergieversorgung waren jeweils zwei dampfbetriebene Generatoren mit einer Leistung von 25,2 kW und einer Spannung von 105 Volt vorgesehen. Mit Elektroenergie wurden jeweils zwei Suchscheinwerfer mit 60 cm Durchmesser, acht Bogenlampen, 252 weitere Lampen und zusätzliche Verbraucher betrieben. Für das Lenzsystem waren je Boot sieben elektrisch betriebene Turbopumpen mit einer Leistung von jeweils 150 t/h vorgesehen, die Feuerlöschanlage sollte mit Pumpen vom Typ Worthington ausgerüstet werden. Im Projekt waren je Boot zwei Anker und ein Reserveanker mit einem Gewicht von je 960 kg vorgesehen, dazu kam ein Heckanker mit einem Gewicht von 720 kg. Die dampfbetriebenen Ankerspille hatten eine Leistung von 20 PSi und konnten die jeweils 215 m langen Ankerketten mit einer Geschwindigkeit von 12 m/s aufholen.

### Bewaffnung

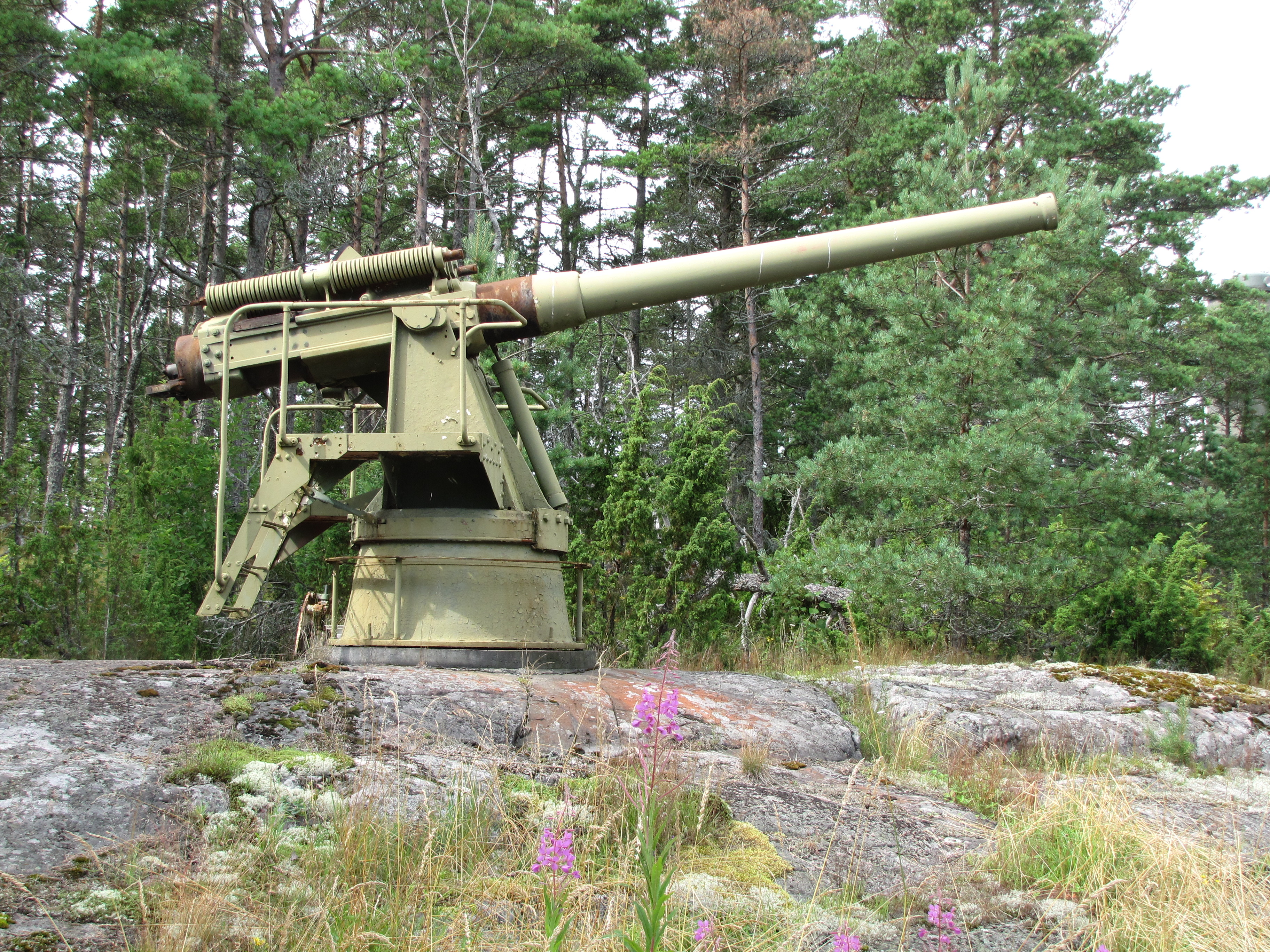
12,0-cm-Kanone, hier als Küstengeschütz

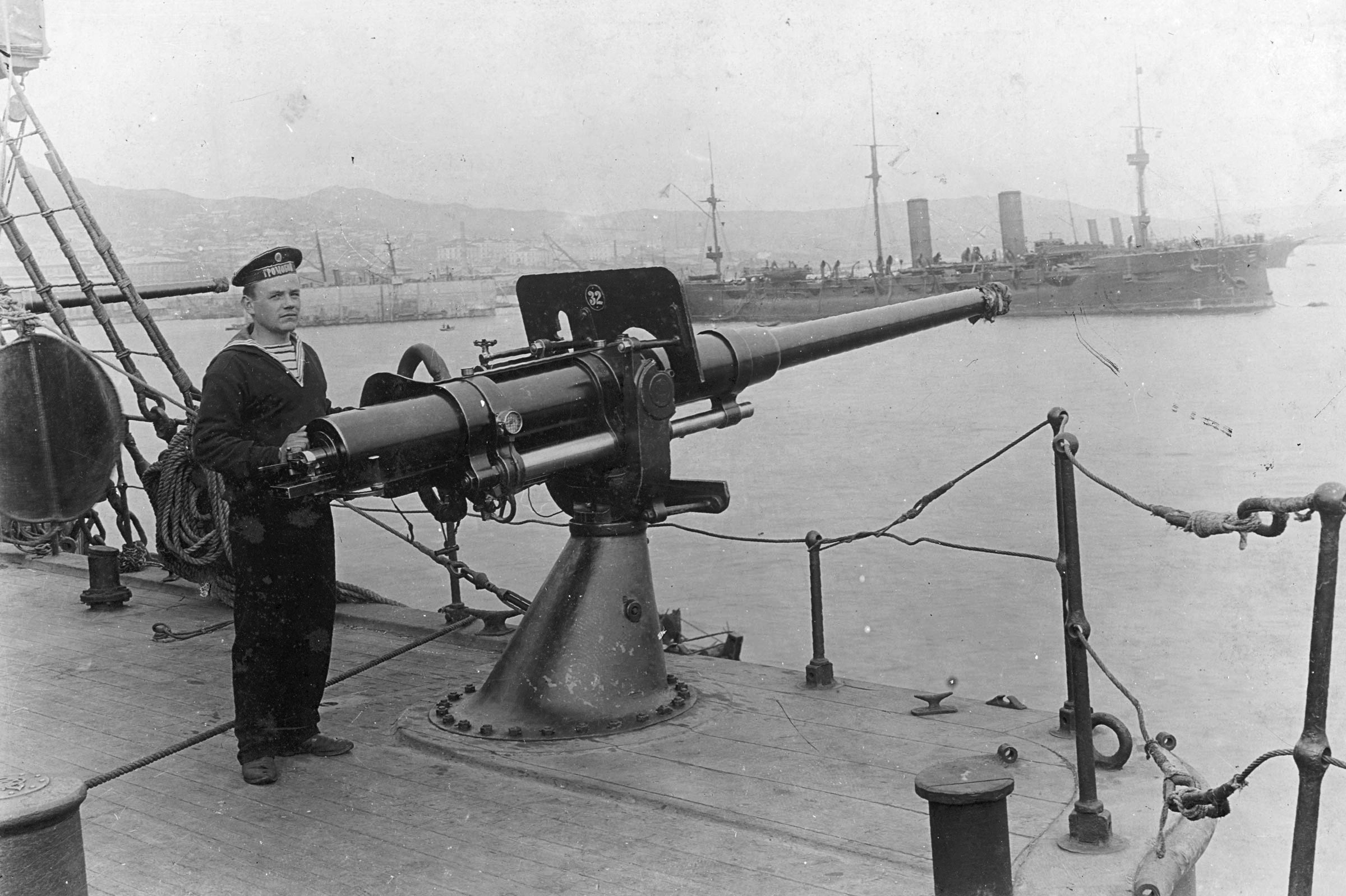
7,5-cm-Kanone M1892

Gegenüber der Chiwinez wurde die Anzahl der Hauptbewaffnung beibehalten, aber schon aus Gewichtsgründen musste die Anzahl der Geschütze der Mittelartillerie verringert werden. Da die Hauptaufgabe der Boote im Kampf gegen Befestigungen und Truppen an Land bestand, verzichtete man vollständig auf eine Ausrüstung mit Torpedorohren. Das Mitführen von Seeminen war ebenfalls nicht vorgesehen.
| Parameter                    | Forderung Tyrtows (1892) | Giljak | Chiwinez | Projekt 858-t-Boot |
| ---------------------------- | ------------------------ | ------ | -------- | ------------------ |
| 12,0-cm-Kanone               | 4                        | 1      | 2        | 2                  |
| 7,5-cm-Kanone                | –                        | 5      | 8        | 4                  |
| 4,7-cm-Kanone                | 4                        | 4      | 0        | 0                  |
| 3,7-cm-Hotchkiss-Kanone      | –                        | 2      | 0        | 0                  |
| 6,35-cm-Landnungskanone      | 1                        | 1      | 0        | 0                  |
| Maschinengewehre             | –                        | 2      | 4        | 2                  |
| Torpedorohre                 | –                        | 1      | 0        | 0                  |
| Anzahl mitgeführter Seeminen | –                        | 16     | 0        | 0                  |

Im Projekt war die Aufstellung der 7,5-cm-Kanonen auf einer Brücke über den Aufbauten im hinteren Teil des Bootes vorgesehen. Diese Aufstellung besaß den Vorteil eines sehr großen seitlichen Schwenkbereiches für die Waffen. Dabei ergaben sich jedoch Probleme bei der Konstruktion der Munitionsaufzüge. Im überarbeiteten Projekt vom September 1905 sah man schließlich die Aufstellung der Kanonen auf Erkern vor. Der Schwenkbereich war gegenüber der ersten Variante leicht eingeschränkt, dafür war die Konstruktion einfacher und der Schwerpunkt lag niedriger. Die Maschinengewehre sollten auf der Mars aufgestellt werden.
Grundsätzlich hielt der Entwurf an dem schon beim Bau der Giljak verfolgten Konzept fest. Er berücksichtigte weder die in den letzten zwanzig Jahren eingetretenen Veränderungen, noch die bereits damals erkennbaren Perspektiven. Grund für das Festhalten an überkommenen Vorstellungen war einerseits der Einfluss Alexejews, der eine kleinkalibrige Bewaffnung für völlig ausreichend hielt, andererseits das Bestreben der Konstrukteure, ein möglichst niedriges Gesamtgewicht zu erreichen. Im Vergleich zu den 1910 in Dienst gestellten Flusskanonenbooten der Schkwal-Klasse (Шквал), die eine ähnliche Verdrängung und ähnliche Geschwindigkeit besaßen, waren die Boote des Projektes schwach bewaffnet und damit bei Indienststellung bereits veraltet. Der Einsatz von Dieselmotoren auf den Booten der Schkwal-Klasse ermöglichte eine deutliche Verringerung des Gewichtes der Maschinenanlage, so dass die Boote gepanzert und die Hauptbewaffnung von zwei 15,2-cm-Kanonen in Panzertürmen aufgestellt werden konnte. Der Verzicht auf die Forderung nach Hochseetauglichkeit ermöglichte außerdem die Konstruktion eines flachbodigen, deutlich breiteren Rumpfes mit einem Tiefgang von lediglich 1,41 m. Die 1915 in Dienst gestellten und für einen ähnlichen Zweck konzipierten Boote der britischen Insect-Klasse besaßen bei geringerer Verdrängung und geringerem Tiefgang ebenfalls ein Hauptbewaffnung vom Kaliber 15,2 cm. Nur die ab 1900 gebauten und im Stationsdienst eingesetzten Boote der deutschen Iltis-Klasse besaßen bei größerer Verdrängung und größerem Tiefgang mit zwei Geschützen Kaliber 10,5 cm eine ähnlich schwache Bewaffnung.
Gleichzeitig traten mit dem Zerstörer, der bei ähnlicher Größe wie das Kanonenboot eine höhere Geschwindigkeit und bessere Bewaffnung besaß, dem schnellen Minenleger sowie dem U-Boot neue Typen von Kriegsschiffen auf. Letztlich führte dies dazu, dass das Kanonenboot zu Beginn des Ersten Weltkrieges überholt war und je nach Einsatzzweck durch Flusskanonenboote, Zerstörer, Minenleger und teilweise U-Boote abgelöst wurde.

### Sonstige Ausrüstung
Die Ausrüstung mit Beibooten folgte dem Vorbild der Giljak. An Davits wurden ein Ruderboot mit sechs Rudern und eine Jolle sowie ein 8,5 m langer Dampfkutter und eine Barkasse mit vierzehn Rudern aufgehängt. Außerdem war noch ein kleineres gerudertes Dienstboot vorhanden.
Jedes der Boote besaß vier Steuerräder. Jeweils eines war auf der vorderen bzw. achteren Brücke aufgestellt, ein Rad im Gefechtsstand und ein weiteres im Steuerstand in den Aufbauten. An allen vier Plätzen war die Einrüstung von Kompassen, Maschinentelegrafen und Sprachrohren vorgesehen.

### Besatzung
Die vorgesehene Besatzungsstärke entsprach bis auf geringfügige Abweichungen der Giljak. Vorgesehen waren ein Kommandant, ein weiterer Stabsoffizier als 1. Offizier, sechs weitere Offiziere, zwei Ingenieure bzw. Mechaniker, ein Arzt, zwei Konduktory (Unteroffiziersdienstgrad in der russischen Flotte) und 157 Mannschaften.

## Bau

### Baubeginn
Um den Bau der Boote in möglichst kurzer Zeit abschließen zu können, wurden die Bauaufträge für die vier Boote auf verschiedene Werften aufgeteilt. Ein Boot sollte auf der Neuen Admiralitätswerft entstehen, ein weiteres bei den Putilow-Werken und zwei bei den Newa-Werken. Alle drei Betriebe lagen in Sankt Petersburg.
Die russische Marineführung war sich der Tatsache bewusst, dass „trotz aller wünschenswerten Zweckmäßigkeit, eine Vereinheitlichung der Hilfsmaschinen und -systeme auf allen vier Kanonenbooten kaum realisierbar sei, da jede Werft über ihre eigene technische Expertise in der Konstruktion solcher Geräte verfüge und es einfach zu unbequem wäre, die privaten Unternehmen anzuweisen, die Maschinen bei ein und demselben Hersteller zu beschaffen.“ Das Marineministerium, um eine gewisse Vereinheitlichung bemüht, ersuchte das Putilow-Werk bei der Herstellung des Rumpfes, der Maschinenanlage und der Ausrüstung die Zeichnungen des Newski-Werkes zu benutzen. Dieses Ersuchen wurde ungeachtete der Tatsache formuliert, dass das Typschiff der Serie auf der staatlichen Admiralitätswerft gebaut wurde. Die Putilow-Werke ließen jedoch teilweise Abweichungen zu den Forderungen des Projektes zu, so dass im Ergebnis die vier Boote des Projekts eine teilweise stark abweichende Ausrüstung bekamen und sich in ihren Daten unterschieden.
Mitte Oktober 1904 wurden den Bauwerften die Vorbestellungen angezeigt, worauf die Neue Admiralitätswerft mit der Aufschlüsselung der Arbeiten und der Anfertigung der Arbeitszeichnungen begann. Auf dieser Grundlage führte I. A. Gawrilow (И. А. Гаврилов) im Februar 1905 eine Neuberechnung der Verdrängung und der Masseverteilung aus. Die Normalverdrängung mit 60 t Kohle und 10 t Kesselspeisewasser lag nun bei 884 t. Bei voller Beladung mit 177 t Kohle und 40 t Kesselspeisewasser lag die Verdrängung bei 1018 t, bei Zuladung eines Ballastes von 110 t Wasser, der bei Einsatz auf offener See notwendig war, bei 1128 t. Damit lag die Verdrängung 230 t oder 26 % über den Vorgaben des Projektes. Der Projektverantwortliche I. G. Bubnow (И. Г. Бубнов) wies die Berechnungen der Werft jedoch zurück und behauptete, „dass alle Zahlen in der Berechnung der Bauwerft jeglicher Grundlage entbehren“. Letztlich lag jedoch die reale Verdrängung der Boote tatsächlich deutlich über den Vorgaben des Projektes.
Im Frühjahr begann man bei der Neuen Admiralität mit den Vorbereitungsarbeiten für die Montage des Rumpfes. Das Metall für den Bau wurde aus Jekaterinoslaw und Matejewka angeliefert. Die anderen Werften beschäftigen sich derweil noch mit der Vorbereitung des Materials. Der Grund für den schleppenden Baubeginn lag darin, dass sich Putilow- und Newski-Werk mit dem Ministerium nicht über den Preis für die Boote einigen konnten. Ende März des Jahres wurden zwei staatliche Beobachter ernannt, die den Bau der Boote im Putilow- und Newski-Werk beaufsichtigen sollten.
Am 22. Januar 1905 musste die Giljak aus der Flottenliste der Kaiserlich Russischen Marine gestrichen werden, nachdem sie im Russisch-Japanischen Krieg verlorengegangen war. Daraufhin entschloss man sich im April des Jahres, die vier Boote nach Kanonenbooten zu benennen, die während des Krieges versenkt wurden – Bobr, Korejez, Giljak und Siwutsch. Am 28. April 1905 wurde die Giljak auf der Neuen Admiralität offiziell auf Stapel gelegt. Bis zu diesem Zeitpunkt waren bereits 25 % des Rumpfgerüstes und der Beplankung fertiggestellt. Bei den Putilow-Werken wurde die Korejez gebaut, bei den Newski-Werken die Bobr und Siwutsch. Die Kiellegungen fanden am 26. November und am 30. Mai 1906 statt. Zum Juni 1905 waren bei der Giljak 139 t Stahl verbaut wurden. Im gleichen Monat wurden beim Schwarzmeer-Mechanischen und Kesselwerk die Kesselanlagen für alle vier Boote bestellt. Das Putilow-Werk stellte die Antriebsmaschinen für alle vier Boote und die Steven für die dort gebauten Boote und die Giljak her. Rudermaschinen und Festmacheinrichtungen für die Giljak kamen von den staatlichen Ischorski-Werken, die dampfgetriebenen Generatoren und die Turbopumpen aus Reval von der Firma Wolta, die elektrische Ausrüstung von verschiedenen Firmen, die Bewaffnung aus den Obuchow-Werken und die Funkanlage System Telefunken von Siemens & Halske.
Ende August 1905, nachdem der Rumpf der Giljak zu 50 % fertiggestellt war, wurden die einzelnen Abteilungen auf Dichtigkeit geprüft. Im Oktober 1905 nahm A. N. Malkowitsch-Sutozki (А. Н. Малкович-Сутоцкий), der auch Baubeobachter auf der Newski-Werft war, eine neue Berechnung der Verdrängung und der Lastverteilung vor. Seine Ergebnisse deckten sich im Wesentlichen mit den Berechnungen Gawrilows: die Boote wurden schwerer als im Projekt vorgesehen. Die Normalverdrängung lag jetzt bei 875 t.
Auf den privaten Werften wurde mit dem Bau ernsthaft gegen Ende des Jahres 1905 begonnen. Im Dezember wurde der Stahl für den Rumpf bei den Putilow-Werken angeliefert und der Bau des Rumpfes angefangen. Das Marineministerium hatte sich mit dem Werk über Fristen und Preise einigen können und schloss den Vertrag am 27. März 1906. Das Boot sollte bis zum 1. Juli 1907 abgeliefert werden, als Preis wurden 910.000 Rubel vereinbart. Die Verhandlungen mit den Newski-Werken verliefen zäher und dauerten länger. Der Vertrag kam erst am 10. Juli 1906 zum Abschluss. Geliefert werden sollten die Boote bis zum 1. Oktober 1907, der Preis je Boot lag bei 920.000 Rubel.
Zu Beginn des Frühjahrs wurden die Dichtigkeitsprüfungen der Giljak fortgesetzt, der Rumpf war inzwischen zu 70 % fertiggestellt. Diese Prüfungen dauerten den ganzen Sommer lang an und kamen erst am 10. Oktober zum Abschluss. Nach einer abschließenden Baubesichtigung durch die Kommission wurde das Boot dann am 14. Oktober 1906 vom Stapel gelassen.

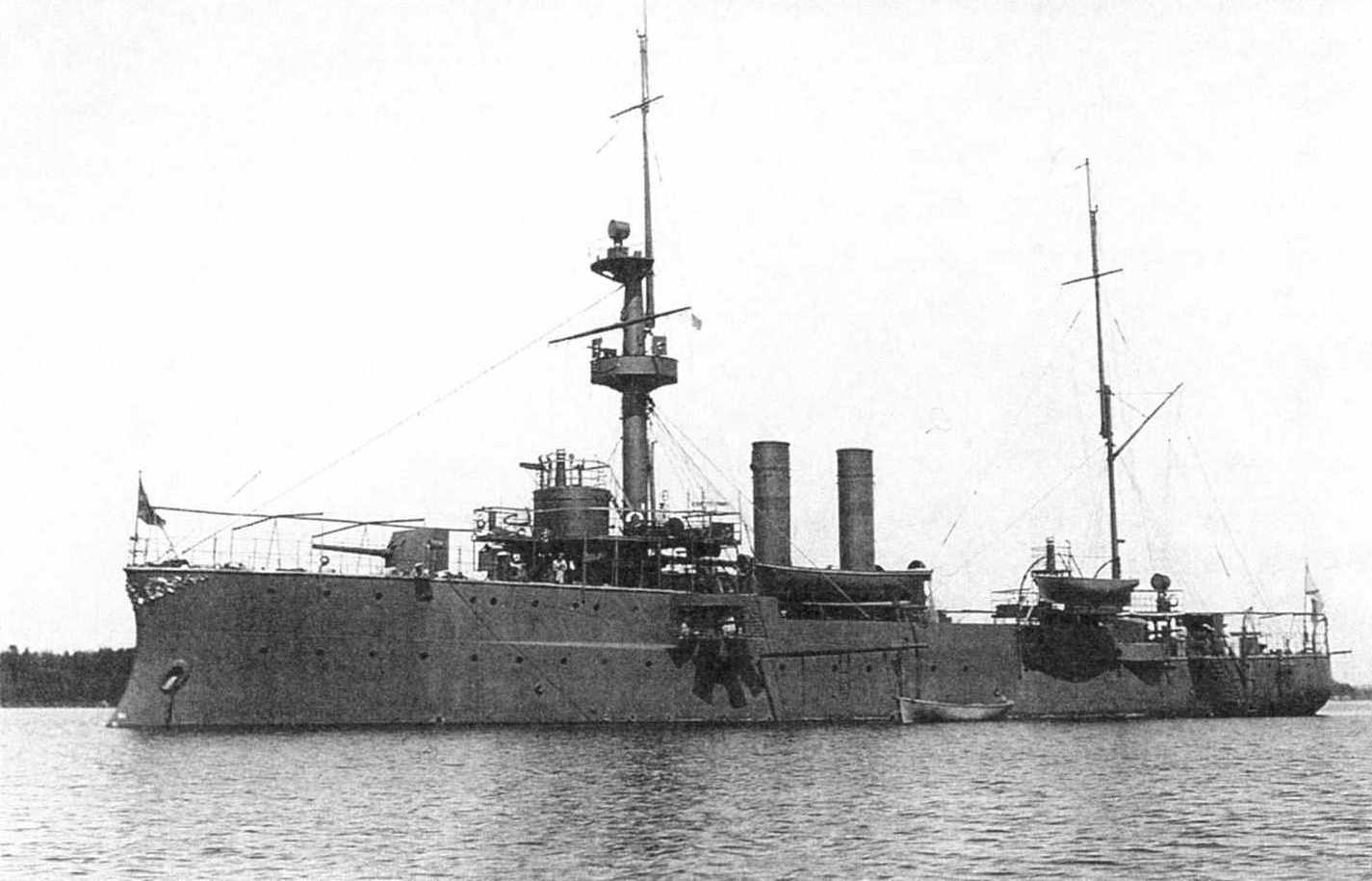
Kanonenboot Giljak, 1907, Bauwerft Neue Admiralität

Währenddessen blieben die privaten Werften im Baufortschritt weit hinter der Neuen Admiralität zurück. Besonders tarf dies auf die Newski-Werke zu, bei denen die Dichtigkeitsprüfungen erst am 12. September 1906 begannen. Außerdem wich das Werk von den Vorgaben des Projektes ab. So war die Rumpfkontur fülliger, was eine Umkonstruktion der Stevenrohre erforderte, die aus dem gleichen Stahl wie der Rumpf gefertigt wurden und nicht wie vorgesehen aus einer Bronzelegierung. Weiterhin wurde ein schwereres Ankerspill mit einer Leistung von 24 PS auf einem hohen Fundament eingebaut. Für die Lenzanlage kamen vierzehn Pumpen mit einer Leistung von 75 t/h zum Einsatz. Unterschiedlich zum Projekt waren auch die Brückenaufbauten, der Munitionsaufzug der 12,0-cm-Kanonen und die Aufteilung der inneren Räume ausgeführt, was später zu Schwierigkeiten bei der Unterbringung der Besatzung führte.

### Modifizierungen
Im Oktober 1906 beschloss die Marinetechnische Kommission, die Gefechtsstände mit Pilzdach durch geschlossene Gefechtsstände mit 75 mm hohen Visierschlitzen zu ersetzen. Dies war die erste Modifikation der Boote, die nach den Erfahrungen des Russisch-Japanischen Krieges vorgenommen wurde.

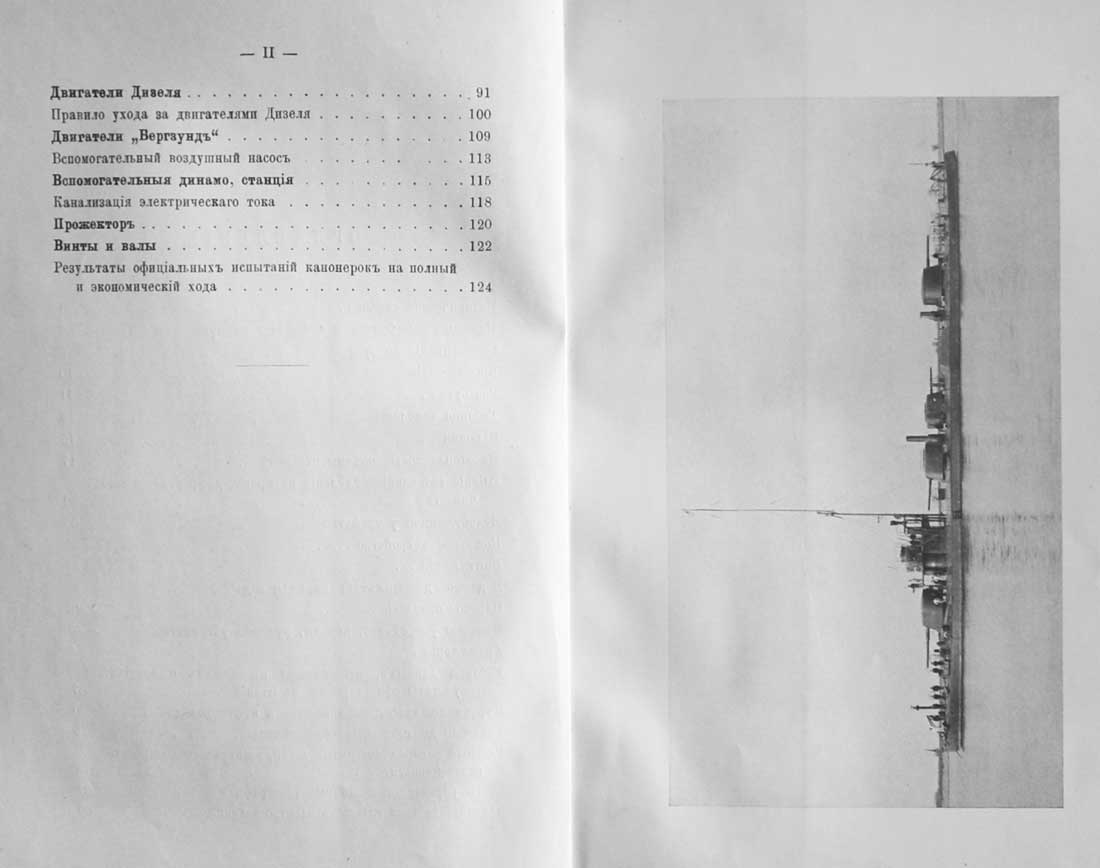
Flusskanonenboot Schkwal, Ausschnitt aus dem Handbuch

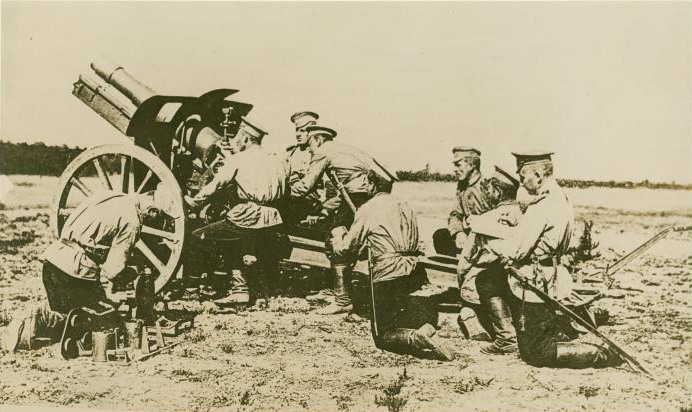
12,2-cm-Haubitze M1909, wie sie zur Aufstellung auf den Booten vorgesehen war

Die nächste vorgesehene Modifizierung führte zu einem fünfmonatigen Baustopp. General N. P. Linewitsch (Н. П. Линевич) schlug eine Panzerung der Boote der Amur-Flottille vor. Am 7. Oktober 1906 fand eine Sitzung des Sonderausschusses beim Staatlichen Verteidigungsrat statt, die sich mit der Modernisierung der Boote der Giljak-Klasse befasste. Im Ergebnis wurde festgestellt:

«Политические обстоятельства видоизменили те требования, которые должны быть предъявлены к строящимся лодкам, а боевой опыт указал их недостатки.»

„Die politischen Umstände führten offensichtlich zur Veränderung der Forderungen, die an die im Bau befindlichen Boote gestellt werden, und die Kampferfahrungen zeigten ihre Unzulänglichkeit.“

Mit „politischen Umständen“ wurde hier die Niederlage Russlands im Krieg gegen Japan umschrieben. Ein Einsatz der Boote auf chinesischen Flüssen war nicht mehr möglich, da das fragliche Gebiet mittlerweile von Japan beherrscht wurde. Damit konnten die Boote jetzt aber auch einen wesentlich größeren Tiefgang besitzen. Während der Beratung wurden die Erfahrungen der im Krieg eingesetzten Giljak nicht betrachtet, stattdessen wurden die im Bau befindlichen Boote mit den geplanten Flusskanonenbooten der Schkwal-Klasse verglichen. Ein derartiger Vergleich war nicht besonders zielführend, bei aller Ähnlichkeit handelt es sich doch um für unterschiedliche Einsatzzwecke entworfene Boote, außerdem wurden die konstruktiven Unterschiede der beiden Konzepte nicht berücksichtigt.
Im Ergebnis der Sitzung wurde beschlossen, die 7,5-cm-Kanonen gegen 12,2-cm-Schnellfeuerhaubitzen des Heeres zu tauschen, die auf Schiffslafetten aufgestellt werden sollten, und weiterhin die Bordwände zu panzern. Dabei sollte der Tiefgang nicht größer als 3 m sein. Zur Gewichtseinsparung sollten Aufbauten und Back entfernt und der Signalmast durch einen Flaggenstock ersetzt werden. Im Ergebnis verschlechterten sich die Seeeigenschaften des Projektes, während die Kampfkraft immer noch hinter der Schkwal-Klasse zurückblieb. Am folgenden Tag erhielt die Neue Admiralität, bei der gerade der Mast der Giljak aufgestellt werden sollte, den Befehl alle Arbeiten zu stoppen. Ähnliche Befehle erhielten auch die beiden anderen Bauwerften.
In der Folge begann Gawrilow mit der Ausarbeitung des neuen Projektes. Der Austausch der Waffen war relativ einfach auszuführen, es musste lediglich das Fundament der Waffe für die größere Rohrerhöhung und die größeren Rückstoßkräfte geändert und die Kammern der Munitionsaufzüge an das Kaliber 12,2 cm angepasst werden. Eine Gewichtszunahme trat nicht auf. Die Panzerung des Rumpfes war problematischer. Zunächst musste die Beplankung auf der ganzen Länge des Schiffes und vom Deck bis zum zweiten Stringer entfernt werden. Weiterhin mussten die Querspanten gegen solche mit einem breiteren Profil ausgetauscht werden, die Stringer in der Stärke verdoppelt und schließlich eine Bordwand mit doppelter Stärke aufgesetzt werden. Dabei ergab sich ein Gewichtszuwachs von 76 t.
Gawrilow schlug eine Panzerung aus insgesamt 30 Platten mit einer Länge von bis zu 7,6 m vor, die doppellagig verlegt werden sollten. In der Wasserlinie sollte die Panzerung aus Kruppstahl 80 mm stark sein, an den Enden nur 52 mm und aus Nickelstahl bestehen. Die Höhe des Gürtelpanzers war mit 1,4 m veranschlagt, dabei lag der untere Rand 0,2 m unter der ursprünglichen Konstruktionswasserlinie von 2,13 m. Über dem Gürtelpanzer bis zum Deck war ein Streifen aus Panzerplatten mit einer Stärke von 38 mm vorgesehen. Das Gewicht der Panzerplatten lag bei insgesamt 194 t.
Gawrilow lehnte einen Verzicht auf die Back ab, da „die Vernichtung der Halbback riskant für die Seeeigenschaften sein“ (deutsch: „уничтожение полубака рискованно для мореходных качеств“), ebenso einen Verzicht auf den Mast: der Tausch des Mastes würde nur zu einer Gewichtseinsparung von 3,5 t führen, der bereits fertiggestellte Mast könnte nicht verwendet werden, ein neuer Mast müsste gebaut werden, und schließlich wäre ein Aussetzen der Beiboote mit Hilfe des Mastbaumes nicht mehr möglich, da die neue Konstruktion einen derartigen Baum nicht vorsah. Infolge der Modifizierungen würde die Verdrängung au 1230 t ansteigen, der Tiefgang auf 2,82 m. Dabei würde jedoch die Hälfte des vorgesehenen Gürtelpanzers unterhalb der Wasserlinie liegen. Die Geschwindigkeit des Bootes würde auf 11 Knoten sinken. Die Stabilität des Schiffes blieb erhalten, seine Manövrierfähigkeit würde sich jedoch verschlechtern.
Gawrilow wies weiter darauf hin, dass die Panzerung nur der Bordwände unzureichend sei. Beim Beschuss durch Haubitzen von Land würden nur 30 % der projizierten Zielfläche auf die Bordwand entfallen, aber 70 % auf das Deck. Da die Boote ursprünglich nicht für eine Panzerung der Bordwände vorgesehen waren, fehlte der Unterbau für die Befestigung der Panzerplatten. Die Panzerung musste direkt mit Stehbolzen auf der Beplankung befestigt werden. Der Rumpf des Bootes war jedoch allseitig gekrümmt, daher war es unmöglich, die Panzerung mit der ganzen Fläche auf der Bordwand aufliegen zu lassen. Dies wiederum würde ihre Wirksamkeit verringern.
Der Austausch der Bordwände brachte noch weitere Probleme mit sich. Die Ausrüstung der Boote, die bereits teilweise installiert worden war, musste wieder entfernt und nach dem Aufbringen der Panzerung erneut eingebaut werden. Für die Giljak wurden die zusätzlichen Kosten auf 285.000 Rubel geschätzt, für die anderen Boote auf jeweils 250.000 Rubel.
Abschließend fasste Gawrilow zusammen:

«Бронирование борта вызовет крупное переустройство и составит сложную и дорогую работу. Судно, не изменив заметным образом свою скорость и остойчивость, будет во многих отношениях значительно хуже. Я осмеливаюсь высказать свой взгляд, что даже небронированные канонерские лодки типа "Гиляка" могут быть во многих отношениях полезны и что лучше будет оставить их так, как они построены, и не делать компромисса, употребив выделенные деньги на постройку новых канонерок, специально проектированных для покрытия броней. Относительно настоятельной необходимости бронирования канонерской лодки, по моему мнению, до сих пор вопрос не достаточно выяснен, так как бой при Таку, действия "Бобра" и 2-х миноносцев, а также обстреливание Кинджоуских позиций японскими канонерскими лодками показывает, что действия даже небронированных канонерских лодок не всегда бывают мало успешными»

„Die Panzerung der Bordwände führt zu großen Umbauten und stellt eine komplizierte und langwierige Arbeit dar. Das Schiff, dessen Geschwindigkeit und Standfestigkeit sich nur unbedeutend ändern, wird in vielerlei Hinsicht schlechter. Ich möchte meiner Überzeugung Ausdruck verleihen, dass auch die ungepanzerte Giljak in vielerlei Hinsicht nützlich wäre und es daher besser sei, sie so zu belassen, wie sie gebaut wurde, und keine Kompromisse einzugehen, deren Finanzierung zu Lasten neuer Kanonenboote geht, die speziell für eine Panzerung projektiert wurden. Was die Notwendigkeit der Panzerung von Kanonenbooten betrifft, ist diese Frage meiner Meinung nach nur unzureichend untersucht worden. Der Kampf um die Taku-Forts, der Einsatz des Kanonenbootes Bobr und von zwei Minenlegern, aber auch die Beschießung der Stellungen bei Tsingtau durch japanische Kanonenboote zeigt, dass Handlungen auch von ungepanzerten Kanonenbooten nicht immer erfolglos sein müssen.“

Die Stellungnahme Gawrilows wurde von Konteradmiral A. A. Virenius (А.А.Вирениус) bis auf den Hinweis auf die Kosten und den unerwünscht großen Tiefgang zusammengekürzt und so an den Staatlichen Verteidigungsrat weitergegeben. Nach Kenntnisnahme dieser Meldung fasste der Rat unter dem Vorsitz des Kaisers Nikolaus II. am 25. November 1906 einen Entschluss, indem er der die Notwendigkeit der Erhöhung der Kampfkraft anerkannte, jedoch gleichzeitig forderte, dass die Modifizierungen nicht zu Lasten einer rechtzeitigen Auslieferung gehen dürfte. Diese Entscheidung führte das Marineministerium in eine Sackgasse, da aus den Anmerkungen Gawrilows klar ersichtlich war, dass die modifizierten Boote nicht rechtzeitig würden geliefert werden können. Dennoch fragte das Ministerium pflichtschuldig bei den Stahlwerken die Möglichkeit der Herstellung der Panzerung, den Preis und die Lieferfristen an. Das Ischorksi-Werk sah sich nur zur Herstellung der Panzerung für zwei Boote in der Lage und schlug vor, die Panzerung für die beiden restlichen Boote bei den Obuchow-Werken fertigen zu lassen. Als Lieferfrist wurden vier Monate veranschlagt, dabei würde die Herstellung der Panzerung für die Pallada, die Bajan, die Imperator Pawel und die Andrei Perwoswanny um diesen Zeitraum verschoben werden. Das Werk wollte außerdem die Qualität des 80-mm-Panzers aus Kruppstahl nicht garantieren. Die Obuchow-Werke veranschlagten sechs Monate für den Bau der Panzerung, allerdings ohne die Endstücke aus Nickelstahl, bei entsprechender Verzögerung anderer Aufträge. Im Ergebnis wurden die Gesamtkosten auf 2 Mio. Rubel veranschlagt.
Am 29. Januar 1907 fragte der Minister bei Zar Nikolaus II. an, ob von der Panzerung Abstand genommen werden könne, da sie den Bau der Boote um ein Jahr verzögere. Nach anderthalb Monaten fiel die Entscheidung, die Schiffe nicht zu panzern, aber Mast und Aufbauten zu entfernen und die 7,5-cm-Kanonen gegen 12,2-cm-Haubitzen zu tauschen. Schnell wurde jedoch klar, dass das Finanzministerium zusätzliche Mittel für irgendwelche Umbauten nicht bewilligen konnte, und so wurde Ende März die Entscheidung getroffen, die Boote nach dem ursprünglichen Projekt fertigzustellen.
Am 10. Mai 1907 lief die Korejez vom Stapel. Der Tiefgang am Bug lag bei 0,53 m, am Heck bei 1,37 m. Der Stapellauf der Bobr folgte am 30. Mai. Am Vortage des Stapellaufs hatte die Werksleitung die Hauptverwaltung für Schiffbau davon unterrichtet, dass die späte Entscheidung über die Panzerung den Bau verzögert hatte und die Boote nicht fristgerecht geliefert werden könnten. Einen Monat später legte eine Sitzung der Marinetechnische Kommission mit den Kommandanten der Boote fest, dass sie im Jahre 1908 fertigzustellen wären. Der Hauptmarinestab sah in der Sommernavigationsperiode 1908 eine zweimonatige Erprobungszeit vor. Danach sollten die Giljak und die Korejez in den Fernen Osten entsandt werden, während die beiden anderen Boote bis 1909 der Reserveflotte zugeteilt wurden. Ungeachtet der verlängerten Fristen wurden im Sommer 1907 die Ausrüstungsarbeiten bei der Neuen Admiralität und den Putilow-Werken zügig fortgeführt. Am 6. September begann die Standerprobung der Giljak, und am 3. Oktober verlegte das Boot zur Erprobung nach Kronstadt.
Der Stapellauf der Siwutsch fand am 19. Juli 1907 statt. Die Leitung des Newski-Werkes erreichte einen weiteren Aufschub der Lieferfristen.

## Erprobung

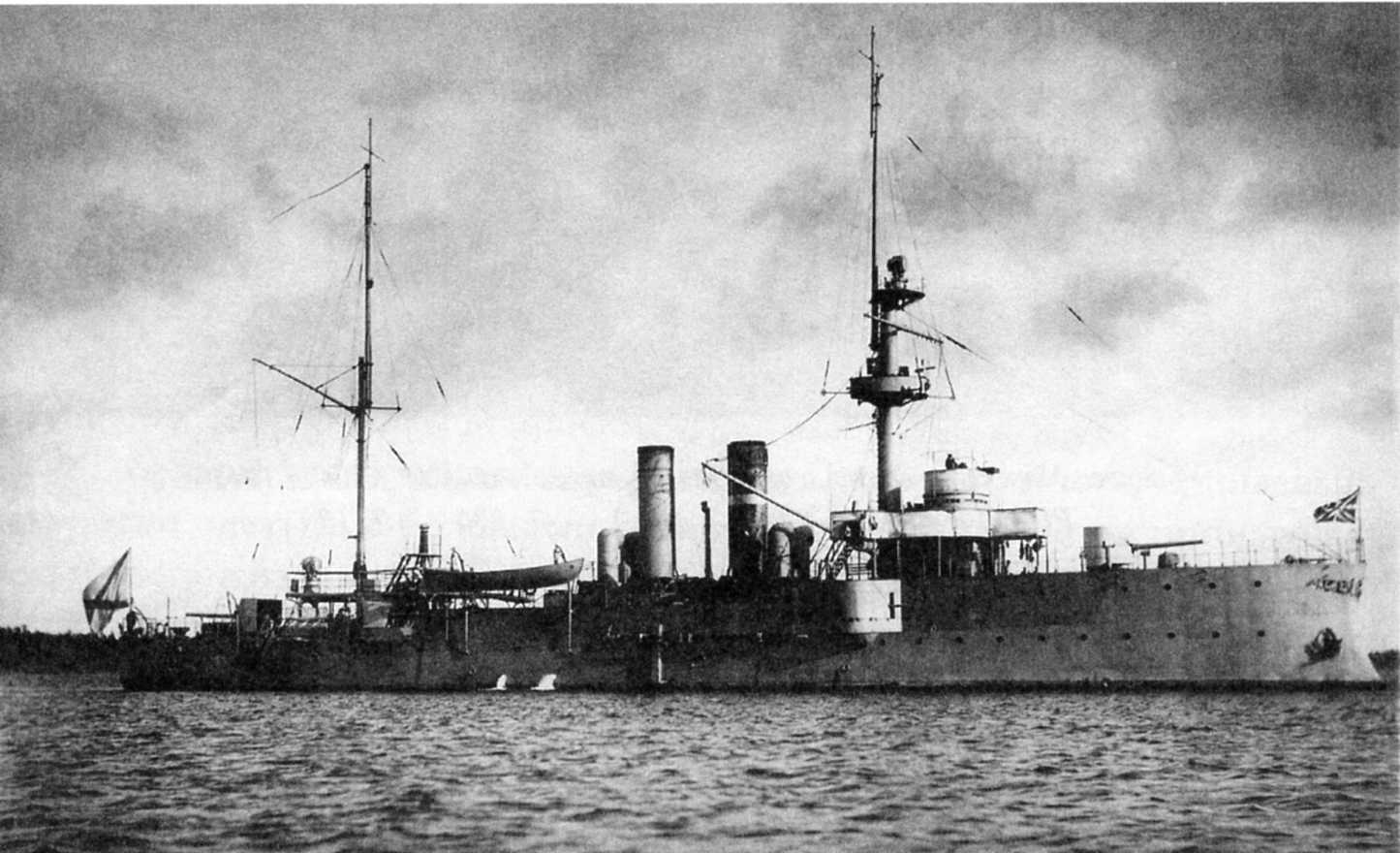
Kanonenboot Korejez nach Abnahme 1907

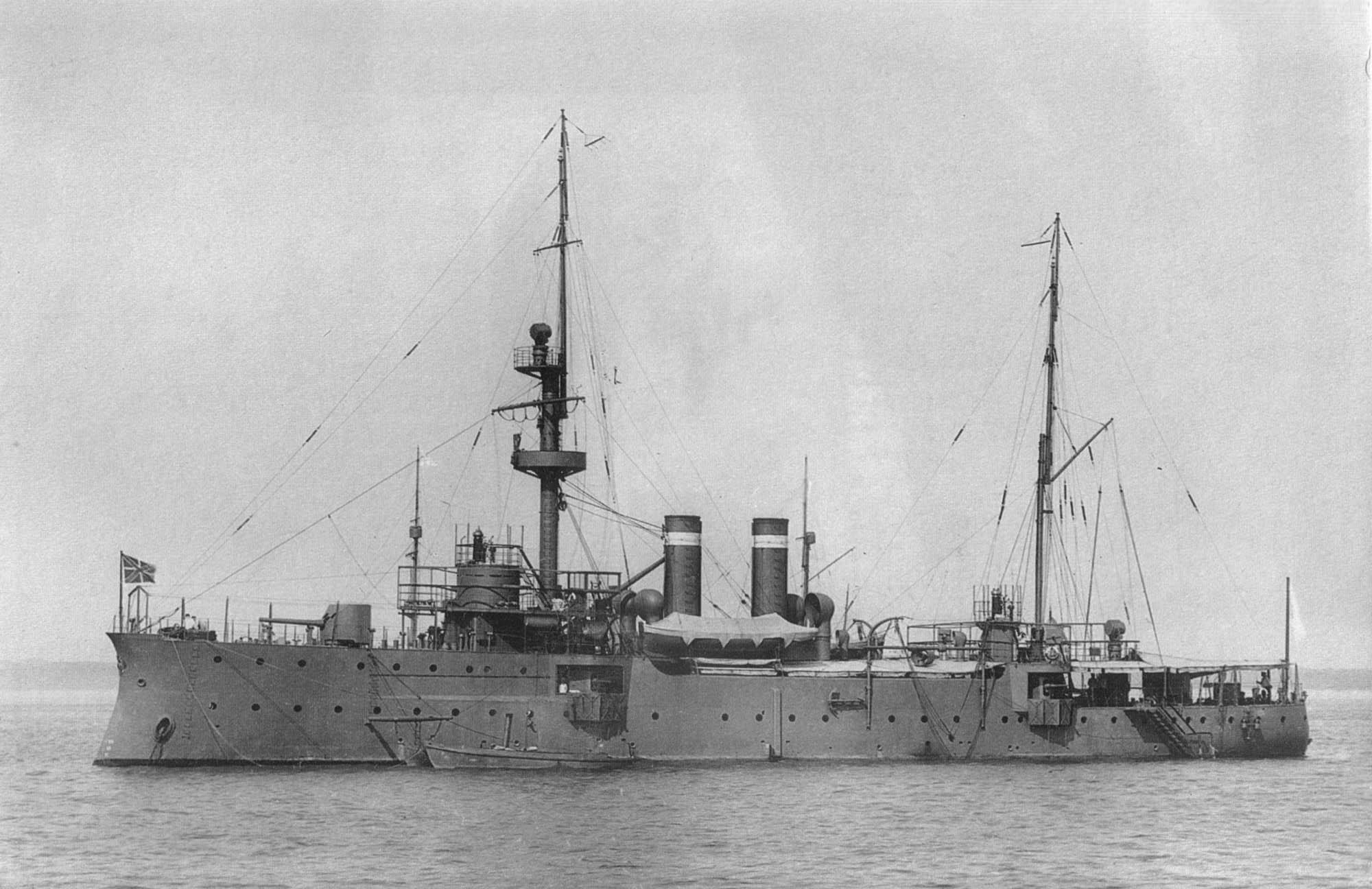
Kanonenboot Bobr, 1908

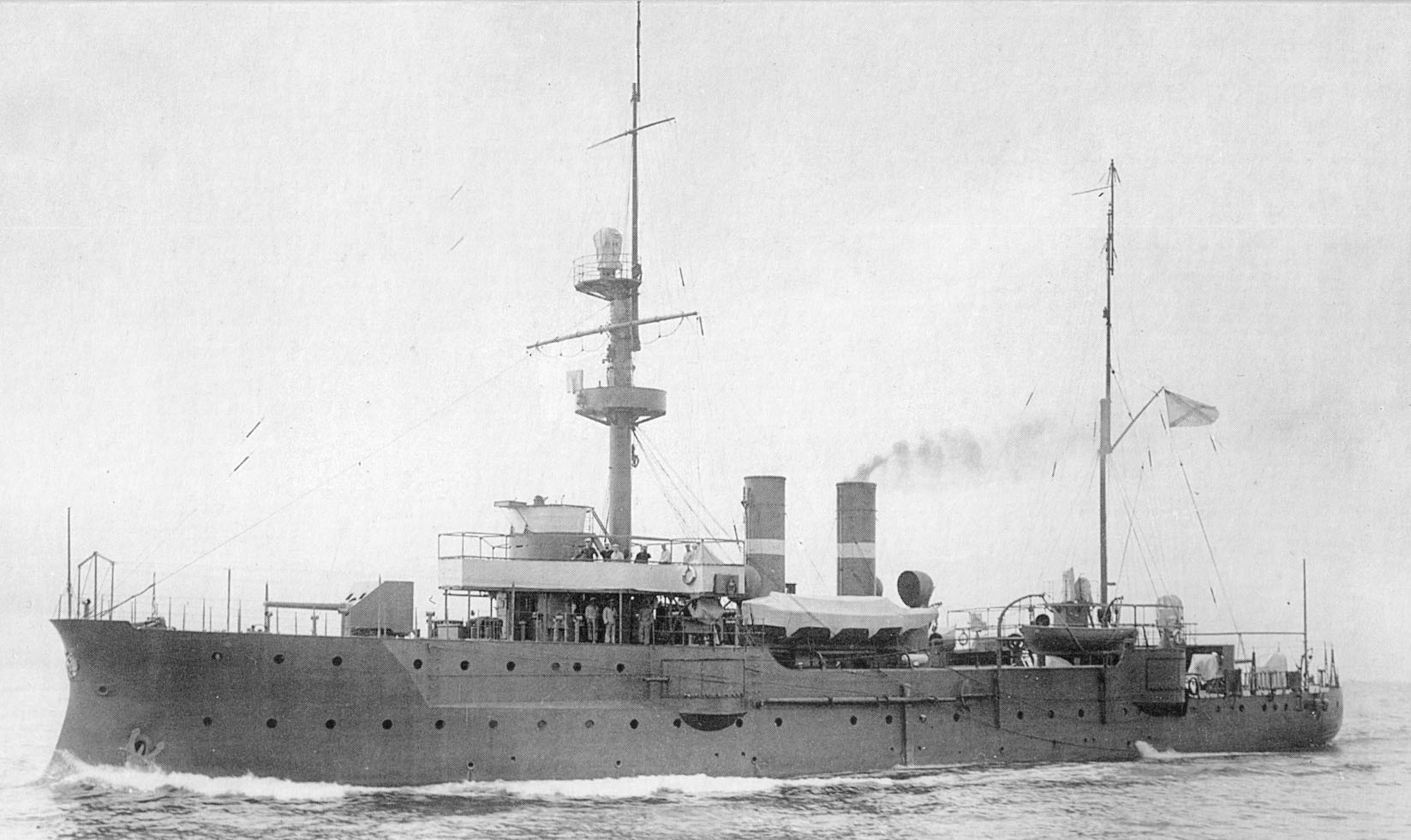
Kanonenboot Siwutsch, 1908

Die Giljak erreichte am 20. Oktober 1907 bei einer Verdrängung von 858 t eine Geschwindigkeit von 12,2 Knoten. Dabei wurde eine Leistung der Schiffsmaschinen von 909,2 PSi indiziert. Die Korejez begann am 23. September mit der Standerprobung und absolvierte die Abnahmenfahrt am 6. Oktober. Bei einer Verdrängung von 850,5 t wurde die indizierte Leistung mit 807,5 PSi ermittelt, die erreichte Höchstgeschwindigkeit betrug gleichfalls 12,2 Knoten. Die Abnahmekommission kam zum Schluss, dass das Boot ohne Verspätung fertiggestellt wurde. Alle Arbeiten am Boot wurden mit der notwendigen Sorgfalt und gewissenhaft ausgeführt. Am 23. Oktober wurde die Korejez übernommen. Der Marineminister I. M. Dikow (И. М. Диков) entschied, die beiden Booten in Libau überwintern zu lassen. Die Überfahrt nach Libau gestaltete sich schwierig. Am 21. November 1907 liefen die Boote aus Kronstadt über Helsingfors und Reval nach Libau aus. Die Windstärke lag bei 8 bis 9, es gab kurze und harte Wellen. Die Temperatur fiel schnell auf −15 °C. In Ufernähe kam es rasch zur Eisbildung, und auf offener See vereisten die Aufbauten der Boote schnell. Nach dem Auslaufen aus Reval am 10. Dezember verloren die Boote einander im Nebel. In der Nähe der Insel Odensholm versagte bei der Korejez die Ruderanlage, und die Giljak fuhr sich in der Nähe der Insel Worms im Eis fest. Der Schlepper Mogutschi (Могучий) schleppte die Boote zurück nach Reval. Die Bilanz der Überführungsfahrt war ernüchternd:

«Из всех переходов выяснилось, что лодки этого типа обладают далеко не достаточными мореходными качествами. Лодки страшно сносит ветром, что сильно затрудняет счисление, так как пока нет возможности определить хотя бы приблизительно дрейф. Рыскливость большая. Кроме того, достаточно небольшой волны, чтобы лодку, если курс ведет лагом к волне, начало неимоверно раскачивать в обе стороны, причем размахи все увеличиваются, стремительность качки большая и тогда приходится волей-неволей приводиться». «Лодки обладают стремительной качкой. При ветре 6 баллов лодки делают 24—28 размахов в минуту от 35° до 40°, вследствие чего люди не могут держаться на ногах.»

„Aus den Überfahrten wurde klar, dass die Boote dieses Typs nicht über eine ausreichende Seefestigkeit verfügen. Die Boote werden vom Wind abgetrieben. Die Berechnung des Kurses ist schwierig, da es keine Möglichkeit gibt, die Abdrift zu erkennen. Die Boote schlingern stark. Darüber hinaus ist eine kleine Welle ausreichend, um das Boot unglaublich nach beiden Seiten rollen zu lassen. Dabei erhöht sich die Amplitude ständig. Das Boot rollt 24- bis 28-mal in der Minute bis zu einer Krängung von 35° bis 40°, so dass sich die Besatzung nicht auf den Beinen halten kann.“

Der bekannte Schiffbau-Ingenieur A. N. Krylow nahm als Grund für das Verhalten der Boote den geringen Tiefgang im Verhältnis zur Höhe der Bordwand und der Aufbauten an. Die geringe Seefestigkeit resultierte seiner Meinung nach aus der im Verhältnis zu Tiefgang zu großen Breite her. Die Verlegung der Boote in das Kaspische Meer wurde sofort fallengelassen, zumal die Boote für die Schleusen der russischen Binnenwasserstraßen zu breit waren. Der Kommandeur des Kriegshafens Reval, Konteradmiral A. A. Irezki (А. А. Ирецкий) merkte an, dass die Korejez eher einen fertigen Eindruck machte. Die Giljak erschien hastig und ungeschickt zusammengeschustert. Kessel und Maschinen wären unzureichend geschützt, im Gefecht würden sie schon beim ersten Einschlag eines Splitters ausfallen. Hauptmangel der neuen Boote war seiner Meinung nach die mangelnde Manövrierbarkeit und das Fehlen eines Kiels. Gawrilow, der im Januar 1909 in Reval eintraf, teilte die Auffassung Irezkis. Er erstellte eine 120 Punkte umfassende Liste für Nacharbeiten und Verbesserungen. Einer der Punkte war der Einbau eines Falschkiels mit einer Höhe von 0,91 m und zweier Schlingerkiele mit einer Breite von 0,61 m. Da die Newski-Werke für die Änderung der zwei dort gebauten Boote 80.000 Rubel verlangte, wurde die Ausführung der Arbeiten für alle Boote für einen Preis von 31.000 Rubel mit den Putilow-Werken vereinbart. Am 26. Juni 1908 erreichten die Boote wieder Kronstadt und kamen in das Petrowski-Dock. Nach zwei Monaten wurden die Arbeiten abgeschlossen. Bei der Überprüfungsfahrt der Korejez betrug der Durchmesser des Wendekreises bei voller Fahrt 273 m, eine Wende dauerte 3 min 50 s. Ohne die Zusatzkiele hatte der Durchmesser bei gleicher Zeit bei 266 m gelegen. Nach einer Woche Probefahrten fasste Krylow das Ergebnis wie folgt zusammen:

«остановка килей, не устранив коренной причины стремительной качки — избыточную остойчивость, уменьшает размахи качки и дрейф […] Лодки будут качаться и при легкой зыби, но размахи не будут достигать опасных пределов […] Самая опасная для этих лодок высокая и короткая волна с периодом 5—6 с. При такой волне придется изменять курс, подставляя скулу или раковину […] Есть возможность оголения винтов на волне 200 футов (61 м). Придется также менять курс, идя к волне под углом, чтобы изменить длительность встречи с волной»

„Der Anbau der Kiele hat das eigentliche Problem, die fehlende Stabilität der Boote, nicht beseitigt, aber die Abdrift und die Krängung verringert […] die Boote werden schon bei geringem Wellengang rollen, aber die Amplitude wird nicht mehr gefährliche Werte erreichen […] das Gefährlichste für diese Boote sind kurze und hohe Wellen mit einem Intervall von 5 bis 6 s. Bei derartigen Wellen muss der Kurs geändert werden […] bei einer Wellenlänge von 200 Fuß (61 m) kommen die Schrauben über die Wasseroberfläche. Man muss den Kurs auch deshalb ändern und die Wellen im Winkel anschneiden, um die Länge der Welle zum Schiff zu ändern […]“

Die Einschätzung Krylows wurde Ende September durch eine Erprobungsfahrt der Giljak (Tiefgang 3,05 m) und der Korejez (Tiefgang 3,22 m) bestätigt. Bei einer Windstärke von 5 bis 8 und einem Seegang von 4 bis 6 kam es zu Wellen mit einem Intervall von 3,5 bis 5,5 s, eine Länge von 61 m und einer Höhe von 1,22 m. Bei Kurs gegen den Wind gierten die Boote 15 mal je Minute. Bei Halbwindkursen krängten die Boote zehnmal je Minute, dabei betrug die maximale Krängung 20° und verringerte sich schnell. Ein Einfluss auf die Maschinenanlage ergab sich nicht. Nach dem Abschluss der Probefahrten wurde die Verlegung der Boote in den Pazifik vorbereitet. Im Oktober liefen die beiden Boote aus Kronstadt aus, am 30. November folgten die Bobr und die Siwutsch von Reval.
Auf der Überfahrt gerieten die Giljak und die Korejez vor Algerien in einen schweren Sturm, den zwar beide Boote überstanden, der aber zu Beschädigungen der Maschinenanlage führte. Bei rauer See verloren die Boote rasch an Geschwindigkeit und der Kohleverbrauch stieg drastisch an, so dass die Überfahrt nur langsam voranging. Am 22. Dezember 1908 erreichten die Boote Piräus.
Die Übernahmeerprobungen für die Siwutsch und die Bobr begannen erst im Juli 1908. Beide Schiffe wurden gleich mit 868 t vermessen, beide erreichten eine Höchstgeschwindigkeit von 12 Knoten. Dabei leistete die Maschine der Bobr 1029 PSi, die der Siwutsch 921 PSi. Am 6. Oktober 1908 kamen die Boote in das Petrowski-Dock. Da das Dock bis zum Winter freigemacht werden musste, liefen die Arbeiten rund um die Uhr. Am 30. Oktober kamen die Boote aus dem Dock und liefen am 6. November in Reval zur Artillerieerprobung ein.

## Einsatz
Anfang Dezember erschien in der Zeitung „Nowaja Rus“ (Новая Русь) ein Artikel, der sich mit den Booten der Klasse beschäftigte. Anlass war eine Meldung des Kommandanten der Giljak, in der er angab, die Giljak liege 0,15 m tiefer im Wasser und benötigt für die gleiche Geschwindigkeit 15 Umdrehungen der Maschine mehr als die Korejez. Der Autor des Artikels wies darauf hin, dass beide Boote nach gleichen Zeichnungen gebaut wurden, aber die auf einer staatlichen Werft gebaute Giljak bedeutend schlechtere Eigenschaften als die auf einer privaten Werft gebaute Korejez aufwies, und erhob schwere Vorwürfe gegen die staatlichen Schiffbaubetriebe, die der Flotte nach wie vor ungeeignete Schiffe übergeben würden. Das Marineministerium überließ die Klärung der Angelegenheit Gawrilow. Dieser stellte klar, dass die Unterschiede praktisch irrelevant seien und erläuterte ihre Gründe. Trotz der tendenziösen Formulierungen und ungeachtet der Tatsache, dass er das Problem nicht verstanden hatte, hatte der Autor in einem Punkt Recht: Die Flotte hatte nicht ein, sondern vier Boote erhalten, die den modernen Anforderungen nicht entsprachen. Für das Marineministerium entstand daraus das Problem, eine Verwendung für die neu in Dienst gestellten Boote zu suchen.
Bis zum Dezember 1908 hatte die Amur-Flottille zehn neue Flusskanonenboote in Dienst gestellt. Drei davon gehörten zur Burjat-Klasse (Бурят), sieben weitere waren modernisierte und gepanzerte Boote der Bogul-Klasse (Вогул). Für den Sommer 1909 erwartete man die Fertigstellung von acht Booten der Schkwal-Klasse, die stark bewaffnet und mit Dieselmotoren ausgerüstet waren. Die Entsendung der Boote der Giljak-Klasse hatte damit keine entscheidende Bedeutung für die Kampfkraft der Flottille mehr. Boote, deren Überfahrt durch Schlechtwetter um Wochen verzögert wurde, konnten keine Verstärkung für die Flotte im Fernen Osten sein, sollten sie dort doch auch auf offener See eingesetzt werden. Mit der Niederlage im Krieg gegen Japan war auch der ursprüngliche Einsatzzweck, der Einsatz auf den chinesischen Flüssen, entfallen, da diese mittlerweile von Japan beherrscht wurden. An eine Änderung der Kräfteverhältnisse im Fernen Osten war jedoch in absehbarer Zeit nicht zu denken. Am 3. Dezember 1908 wurde daher entschieden, die Bobr und die Siwutsch, die sich noch in Libau befanden, zum 1. Januar 1909 der Reserveflotte der Ostsee zu überstellen. Die Giljak und die Korejez sollten weiter nach Wladiwostok verlegen und dort ihre Erprobung fortsetzen. Der Befehlshaber der Vereinigten Ostseegeschwader, Konteradmiral Nikolai Ottowitsch von Essen, schlug vor, aus den Booten eine selbständige Abteilung zur Verteidigung der finnischen Schären zu formieren. Zar Nikolaus II. entschied in diesem Sinne am 23. Dezember 1908. Daraufhin wurden die in Piräus liegenden Boote nach Kronstadt zurückgerufen, wo sie am 21. Februar 1909 eintrafen.

## Boote der Klasse
Die Klasse umfasst die vier gebaute Boote:
- Giljak (Гиляк)
- Korejez (Кореец)
- Bobr (Бобр)
- Siwutsch (Сивуч)

Zur Unterscheidung von ihren Vorgängern werden die Boote gelegentlich auch mit dem Suffix II gekennzeichnet, aus den Zeichnungen zum Projekt geht eine derartige Benennung jedoch nicht hervor.
Alle vier Boote wurden 1909 zunächst in den Bestand der 2. Minendivision eingegliedert, deren Aufgabe die Verteidigung der finnischen Schären war. Die Boote wurden in Helsingfors stationiert.

### Giljak

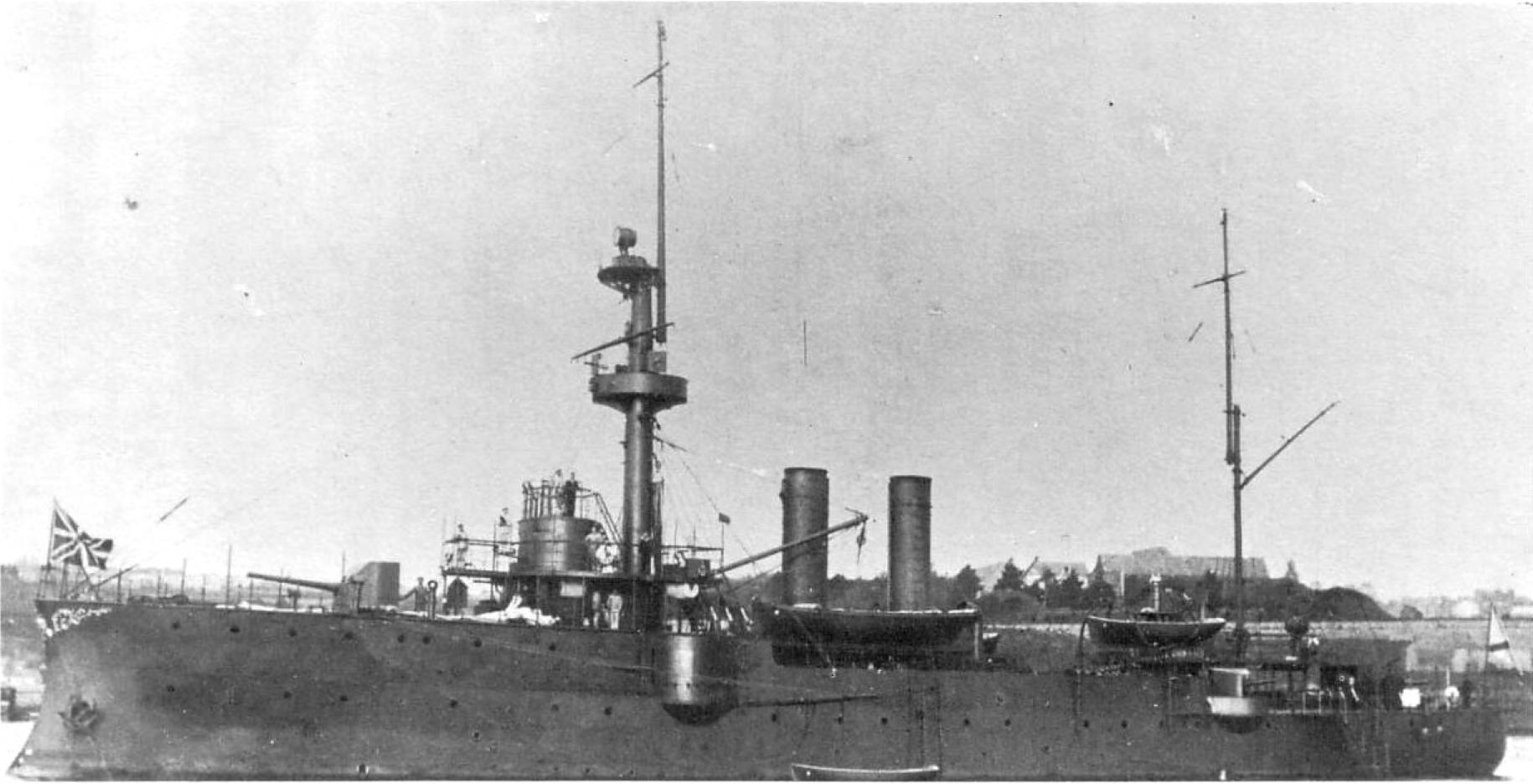
Kanonenboot Giljak während des Ersten Weltkrieges

Im Juli 1910 kam das Boot zusammen mit der Bobr zur Hauptverwaltung Hydrographie, von 1911 bis 1914 war es bei der Artillerieschule eingesetzt. Im Ersten Weltkrieg gehörte das Boot zunächst wieder zur 2. Minendivision und wurde im Verlauf des Krieges hauptsächlich zur Unterstützung russischer Truppen an Land eingesetzt. Im Laufe des Krieges wurde ein Teil der Geschütze gegen Flugabwehrkanonen getauscht. 1918 geriet das im Hafen von Abo liegende Boot in deutsche Hand und wurde in der Folge an die Weißfinnen übergeben. Diese gliederten die Giljak unter dem Namen Iljak in ihre Flotte ein. 1922 wurde das Boot abgewrackt.

### Korejez
Im Jahr 1910 wurde die Korejez zur Artillerieschule abgestellt und von 1911 bis 1914 war sie den Artillerieausbildungseinheiten der Baltischen Flotte zugeteilt. Mit Beginn des Ersten Weltkrieges kam das Boot wieder zur 2. Minendivision. Nach dem zügigen Vorstoß deutscher Truppen in das Kurland gaben die Korejez  und die Siwutsch vom 8. Juni 1915 an den dort eingesetzten russischen Truppen Feuerunterstützung. Am 5. Augustjul. / 18. August 1915greg. beschossen beide Boote deutsche Stellungen bei Kemmern. Am 6. Augustjul. / 19. August 1915greg. wurden die Boote durch ein deutsches Geschwader mit den Linienschiffen Posen und Nassau, den Kreuzern Pillau, Bremen, Graudenz und Augsburg sowie weiteren Schiffen gestellt. Der Versuch, in den Moonsund zu entkommen, scheiterte. Die Korejez konnte sich dem gegnerischen Feuer entziehen, lief aber im flachen Wasser auf Grund. Da die Bootsführung kein klares Lagebild besaß, wurde das Boot am nächsten Tag gesprengt, um es nicht in feindliche Hand fallen zu lassen.

### Bobr

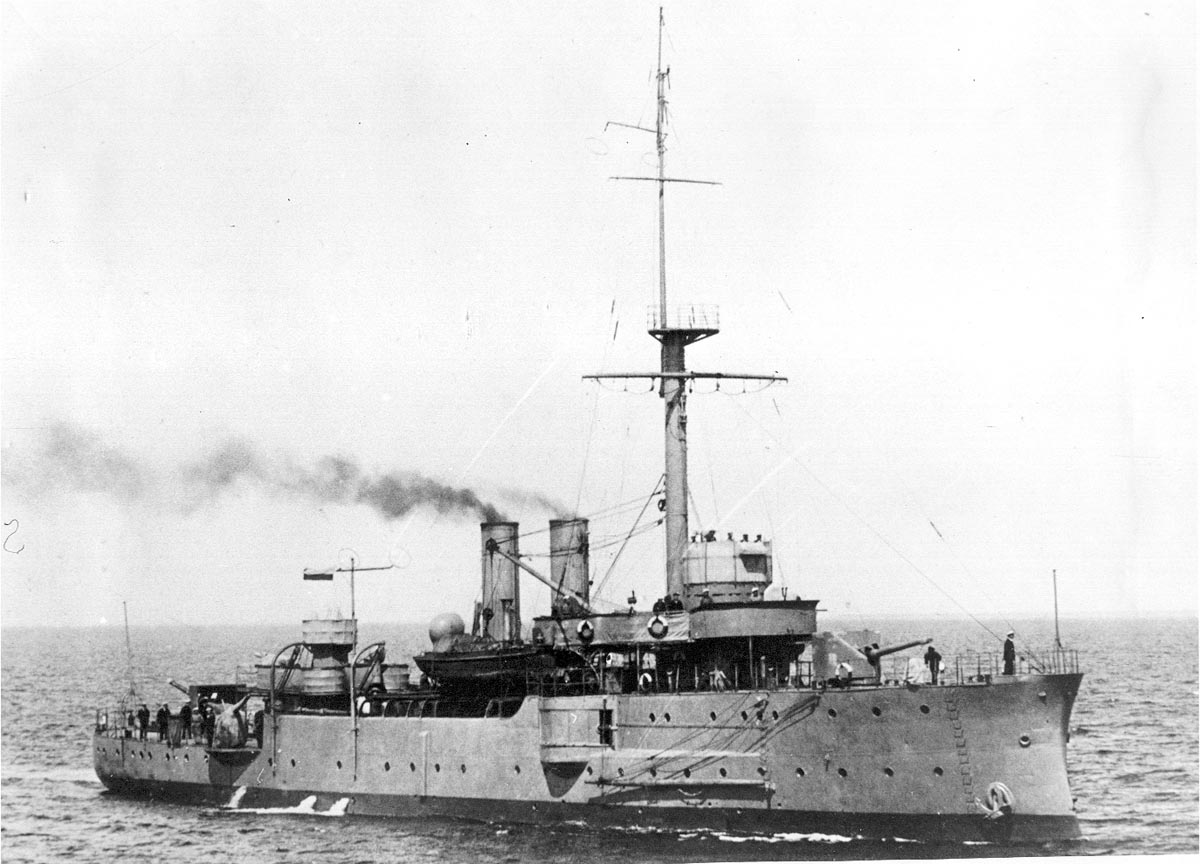
Kanonenboot Lembit ex Bobr

Die Bobr wurde schon am 13. Mai 1909 zur Marineingenieurschule abgestellt und im Björkösund disloziert. Dort diente sie zur Ausbildung des Schiffsmaschinenpersonals und wurde außerdem zum Personentransport eingesetzt. Am 12. Juni 1909 kam sie zur Artillerieschule und verlegte nach Reval. Während der Überfahrt wurde die Funkstation der Bobr erprobt, dabei konnte die Verbindung mit Reval über eine Entfernung von 130 sm gehalten werden. Im Ausbildungsbetrieb der Schule verschliss das Boot schnell, kam nach drei Monaten wieder zur 2. Minendivision und schon im September 1909 zur Instandsetzung. Im Juli 1910 kam das Boot zusammen mit der Giljak zur Hauptverwaltung Hydrographie.
Im Ersten Weltkrieg gehörte das Boot zunächst wieder zur 2. Minendivision und wurde im Verlaufe des Krieges hauptsächlich zur Unterstützung russischer Truppen an Land eingesetzt. Im Laufe des Krieges wurde ein Teil der Geschütze gegen Flugabwehrkanonen getauscht. Ebenso wie die Giljak fiel das Boot in Abo in deutsche Hand, wurde aber im Gegensatz zu dieser nicht an die Weißfinnen abgegeben. Unter dem Namen Biber diente es als Werkstattschiff. Nach der Novemberrevolution in Deutschland geriet das Boot in estnische Hände und wurde dort unter dem Namen Lembit geführt. Wieder bewaffnet, wurde es bei der Verteidigung Revals und den letztlich erfolglosen Vorstößen der estnischen Truppen nach Petrograd gegen russische Truppen eingesetzt. Das Boot soll 1925 aus der Flottenliste gestrichen und 1926 abgebrochen worden sein, nach anderen Quellen war es noch bis in die 1930er-Jahre in Estland im Einsatz.

### Siwutsch
Die Siwutsch wurde ab 1910 in Sveaborg stationiert. Ab 1913 gehörte sie zu den Minenausbildungseinheiten der Flotte. Am 6. Augustjul. / 19. August 1915greg. wurde das Boot zusammen mit der Korejez nach dem Verlegen von Minen bei Dünaburg durch überlegene deutsche Kräfte gestellt. Nach einem zweiunddreißigminütigen Kampf mit dem Kreuzer Augsburg und den Torpedobooten V 29 und V 100 erhielt das Boot mehrere schwere Treffer, verlor an Fahrt und wurde von den gerade eingetroffenen Schlachtschiffen Posen und Nassau zusammengeschossen und versenkt.